# Musée des Beaux-Arts de Marseille
Le musée des Beaux-Arts de Marseille, en Provence-Alpes-Côte d'Azur, est l'un des principaux musées de la ville. Installé dans une aile du palais Longchamp il présente une collection de peintures, sculptures et dessins du XVIe au XIXe siècle.

## Historique
Le musée des Beaux-Arts de Marseille a été créé en 1802, à la suite de l'arrêté du 13 fructidor an IX (31 août 1801), dit arrêté Chaptal du nom du ministre de l'Intérieur de l'époque Jean-Antoine Chaptal qui prévoyait d'envoyer dans plusieurs villes de province (dont des cités maintenant à l'étranger) des tableaux, sculptures et objets d'art. Les premières collections proviennent des saisies révolutionnaires des biens des émigrés. Afin d'inventorier les biens saisis, une commission des arts présidée par Claude-François Achard est créée à Marseille en novembre 1794. Le couvent des Bernardines avec sa chapelle est choisi pour servir de lieu de dépôt, puis de musée inauguré par le préfet Antoine Claire Thibaudeau le 9 septembre 1804 : ce sera le premier véritable musée de Marseille.
La chapelle des Bernardines devenant très insuffisante pour l'exposition des œuvres d'art, l'emménagement dans de nouveaux locaux plus vastes est très vite envisagé. Pour cela il faudra attendre la réalisation du Palais Longchamp entrepris pour commémorer avec faste l'arrivée des eaux de la Durance à Marseille qui mettait un terme à la sécheresse de ville et à ses néfastes conséquences sur la santé de la population avec en particulier des épidémies de choléra. Cette adduction d'eau fut possible grâce à la réalisation du canal de Marseille confiée à l'ingénieur français Franz Mayor de Montricher. L'ensemble du projet du palais Longchamp comprenait la réalisation d'un château d'eau avec cascades, relié de part et d'autre par une colonnade à deux bâtiments destinés à accueillir l'un le Muséum d'histoire naturelle, l'autre le musée des Beaux-Arts. Un parc et un jardin zoologique complétaient cette vaste entreprise d'aménagement du territoire. Le palais Longchamp sera inauguré le 14 août 1869, mais le musée des Beaux-Arts n'ouvrira ses portes que le 1er janvier 1873.
Après plus de 130 ans d'existence, une rénovation complète du palais Longchamp et du musée a été nécessaire. Une longue restauration commencée en 2005 et achevée en juin 2013 a permis de rendre tout son lustre à cet ensemble. Les espaces intérieurs du musée ont été réhabilités et mis aux normes de conservation, de sécurité et d'accessibilité.

## Collections

### Peintures
La collection de peinture présente des œuvres des écoles françaises, italiennes, espagnoles et nordiques (Flandres, Hollande).

#### École française duXVIIesiècle
- Philippe de Champaigne : L'assomption de la Vierge[3], Apothéose de Madeleine[4]
- Meiffren Conte : Vase de Chine, coquillages, bronzes antiques, livres et tapis[5]
- Louis Cretey : Le Christ après la flagellation
- Jean Daret : Déploration sur le corps du Christ ; Diane découvrant la grossesse de Callisto[6] ; Portrait d'un magistrat[7] ; Esculape ressuscitant Hippolyte
- Jean-Baptiste de Faudran (1611-1669) : Adoration des mages et L'Apothéose de Marseille (1655 pour la salle du conseil des échevins)
- Eustache Le Sueur : La présentation au temple
- Reynaud Levieux : Nature morte à l'épagneul nain ; nature morte au perroquet rouge
- Nicolas Mignard : Vierge à l'Enfant ; Paysage
- Nicolas Pinson : L'Adoration des mages
- Jean-Baptiste Monnoyer : Fleurs
- Pierre Puget : sainte Cécile ; La sainte famille au palmier ; La vierge apprenant à lire à l'Enfant jésus ; Le baptême de Clovis ; Le baptême de Constantin ; Le sommeil de l'Enfant Jésus ; L'éducation d'Achille
- Simon Renard de Saint-André : Vanité
- Michel Serre : Vue du cours pendant la peste de 1720[8] ; Vue de l'Hôtel de ville pendant la peste de 1720[9]; La Madeleine pénitente[10]
- Simon Vouet : La Vierge et l'enfant Jésus

École française du XVIIe siècle
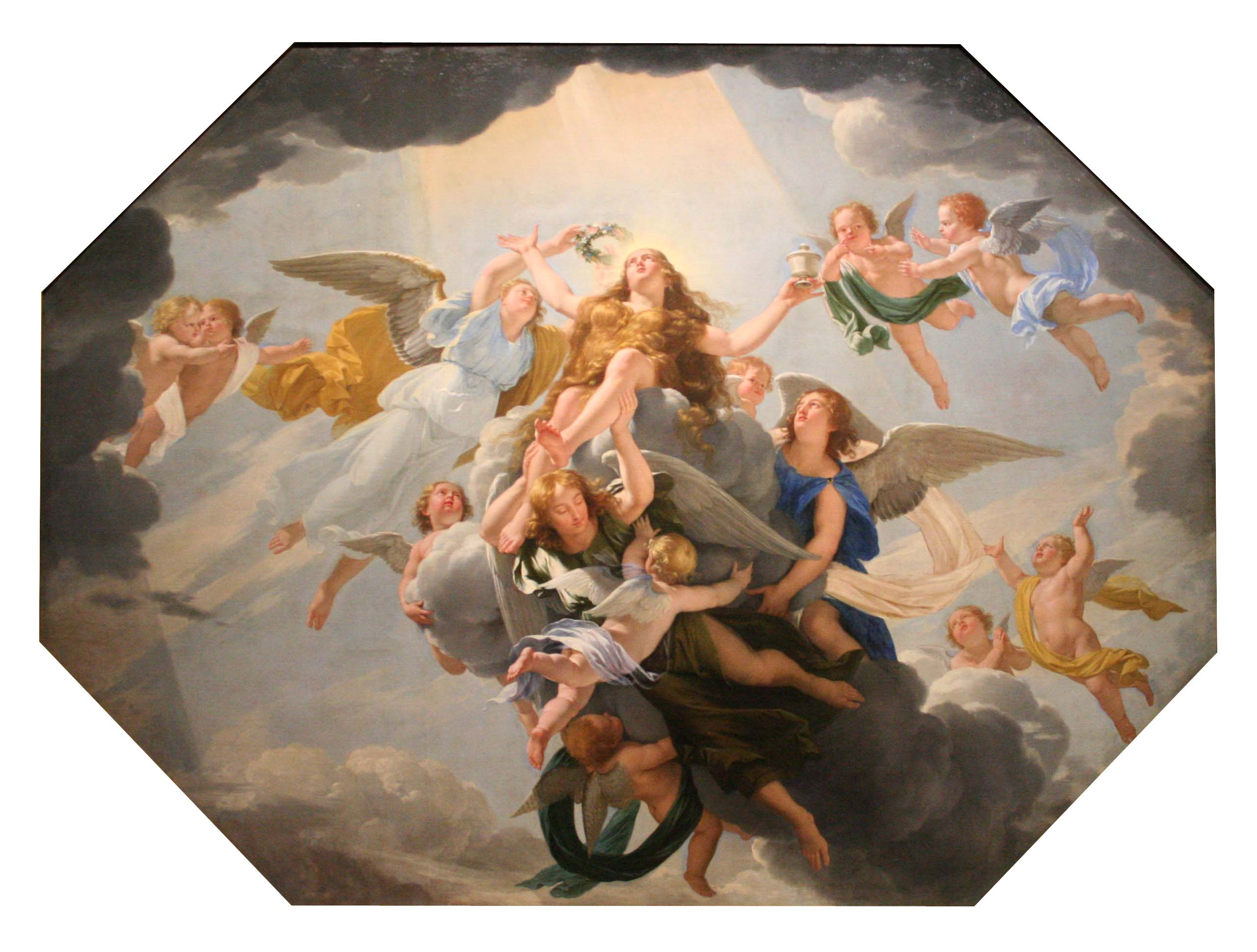
Philippe de Champaigne Apothéose de Madeleine.
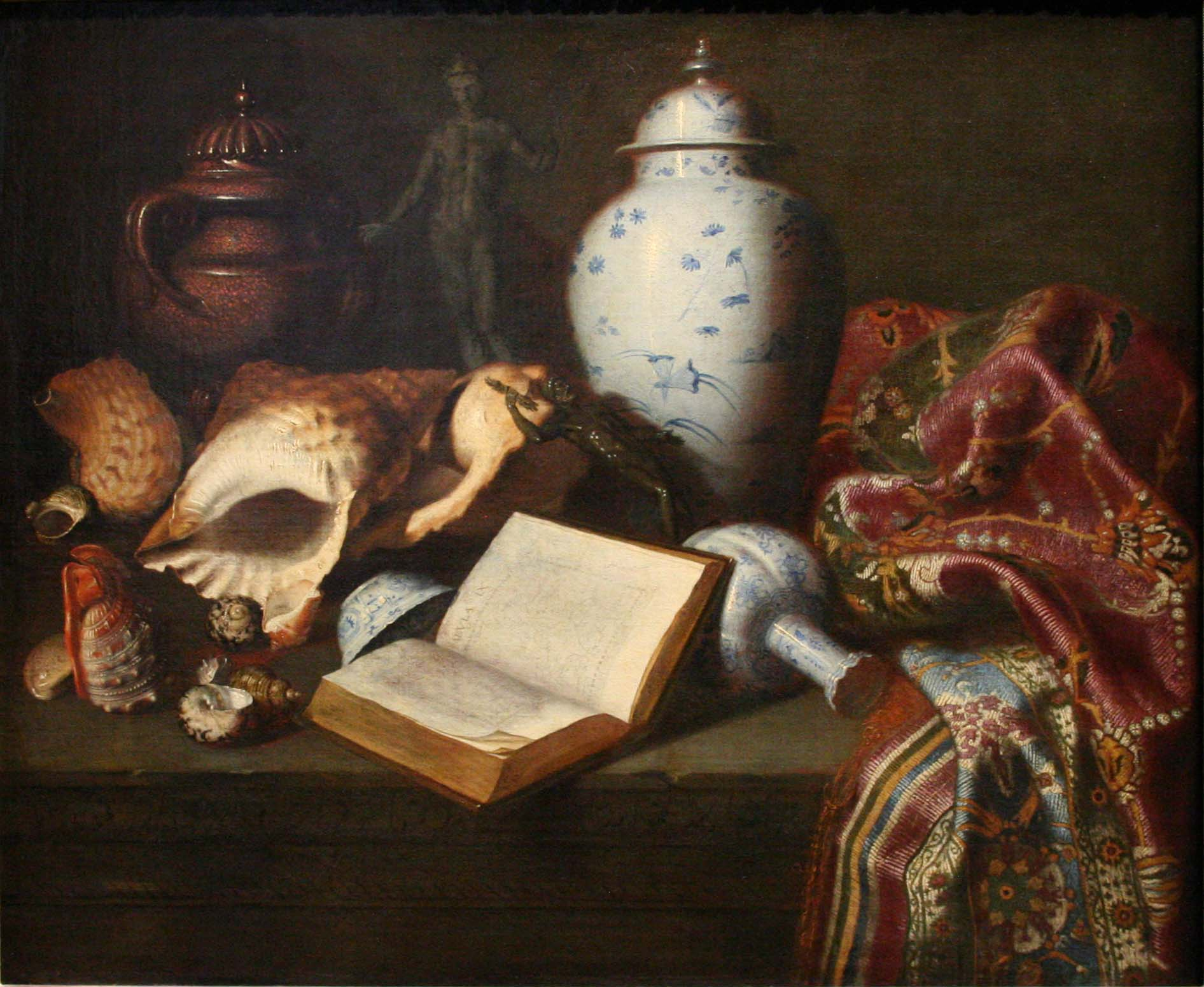
Meiffren Conte Vase de Chine.
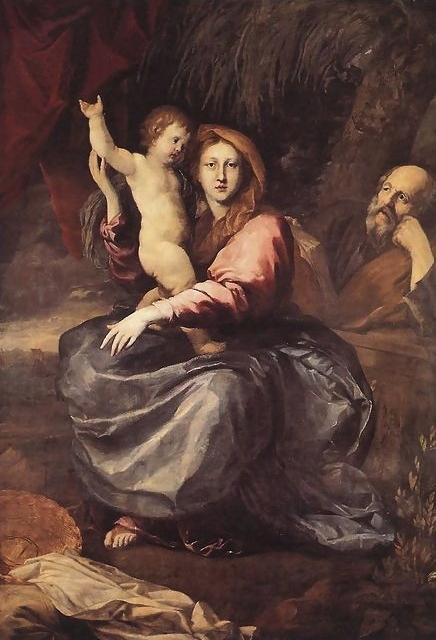
Pierre Puget La sainte famille au palmier.
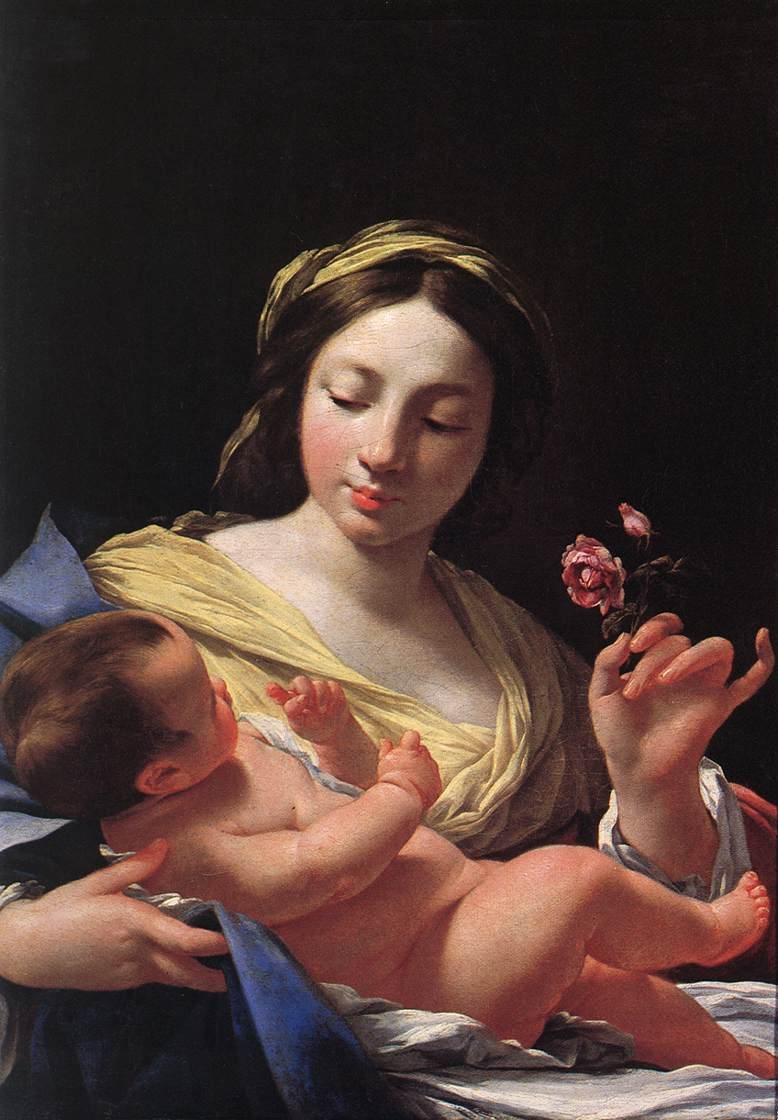
Simon Vouet La Vierge et l'enfant Jésus
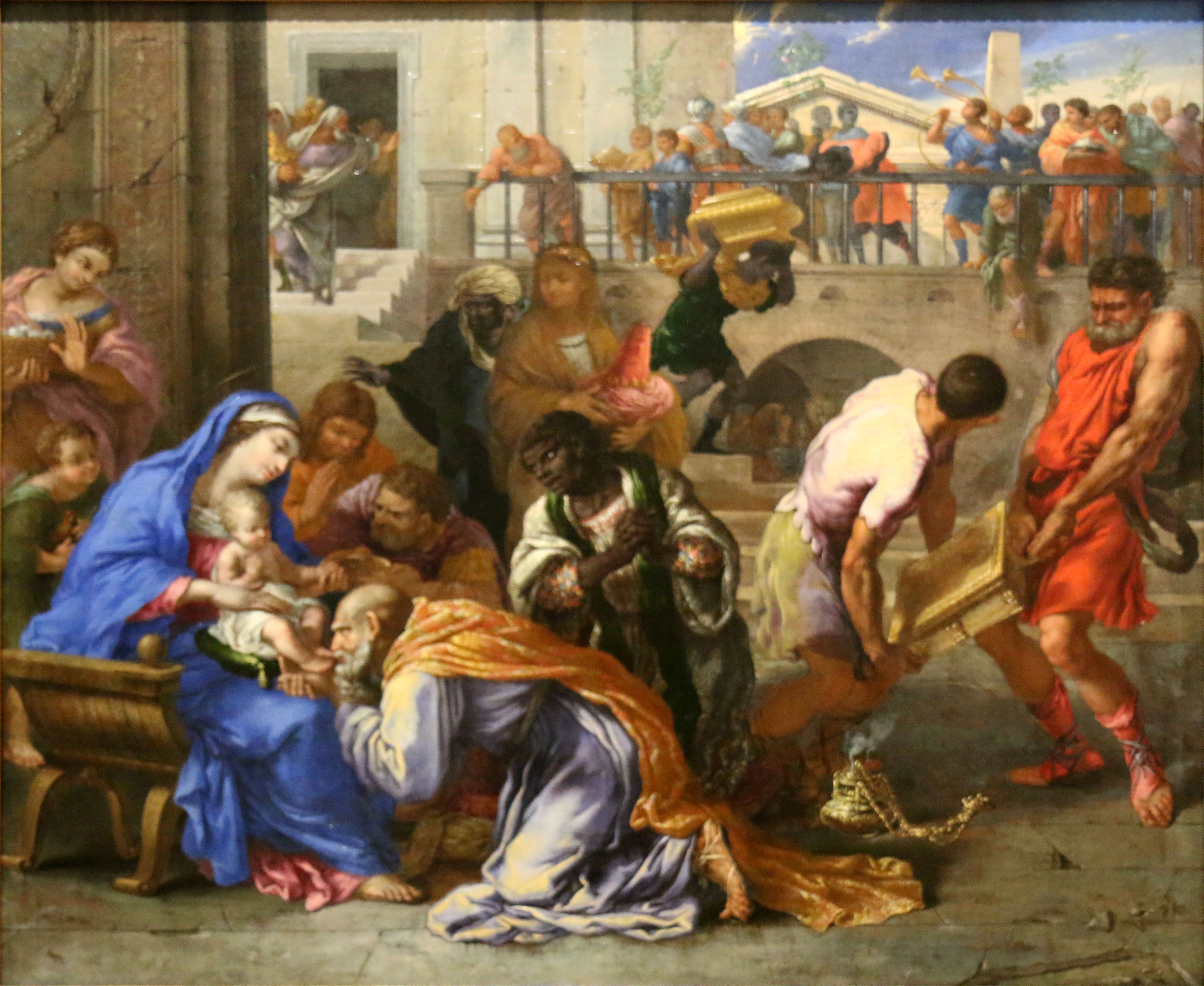
Jean-Baptiste de Faudran Adoration des mages

#### École française duXVIIIesiècle
- Laurent Cars (attribué à) : Portrait de François Boucher
- Philippe Henri Coclers van Wyck : Autoportrait[11]
- Michel-François Dandré-Bardon : Allégorie de la paix de Vienne ; Académie d'homme ; Les bonnes œuvres des filles de Saint Thomas de Villeneuve
- Jacques-Louis David : Saint Roch intercède auprès de la Vierge pour la guérison des pestiférés
- Alexandre-François Desportes : Le chasseur indien ; Les pêcheurs indiens
- Françoise Duparc : La marchande de tisane ; Femme à l'ouvrage ; L'homme à la besace ; La vieille
- Henri Antoine de Favanne : Junon vient trouver l'océan pour lui demander que la grande ourse ne vienne jamais plonger dans ses eaux
- Jean-César Fenouil : Portrait du comédien Préville
- Anne-Louis Girodet : Portrait de Giuseppe Favega
- Jean-Baptiste Greuze : Autoportrait âgé ; Portrait d'homme
- Antoine-Jean Gros : portrait de Madame Favega ; Portrait de Monsieur Bruguière
- Jean Henry dit Henry d'Arles : Léda et le cygne[12] ; Pan et Syrinx[13] ; Une tempête[14]
- Jean-Joseph Kapeller : Combat naval ; Embarquement de l'expédition du maréchal de Richelieu pour Minorque
- Charles François Lacroix de Marseille : Bord de mer
- François Lemoyne : L'entrée au bain
- Philippe-Jacques de Loutherbourg : Caravane[15]
- Jean-Marc Nattier : portrait de Madame de Châteauroux en Aurore
- Étienne Parrocel : Saint François Régis priant pour la cessation de la peste
- Pierre Parrocel : La pêche du poisson
- Pierre Peyron : Marcus Curius Dentus refusant les présents des Samnites
- Jean-Baptiste-Marie Pierre : Le martyre de saint Étienne
- Jean Raoux (attribué à) : Jeune fille au collier de perles[16] ; Jeune fille aux mains croisées[17]
- Jean-Baptiste Regnault : Iphigénie et Oreste en Tauride
- Hyacinthe Rigaud : Portrait du maréchal de Villars
- Jean-Jacques Forty: Portrait d'homme barbu
- Hubert Robert : Paysage de fantaisie ; Jardin italien
- Louis Tocqué : Portrait du comte de saint-Florentin
- François Topino-Lebrun : Mort de Caïus Gracchus
- Robert Tournières : Portrait de Monsieur de Saint-Cannat et ses enfants[18]
- Joseph Vernet : Une tempête
- Joseph-Marie Vien : Le centenier au pied du Christ
- Élisabeth Vigée Le Brun : Portrait de la duchesse d'Orléans
- François-André Vincent : Portrait du peintre Lemonnier ; Portrait du comédien Dazincourt

École française du XVIIIe siècle
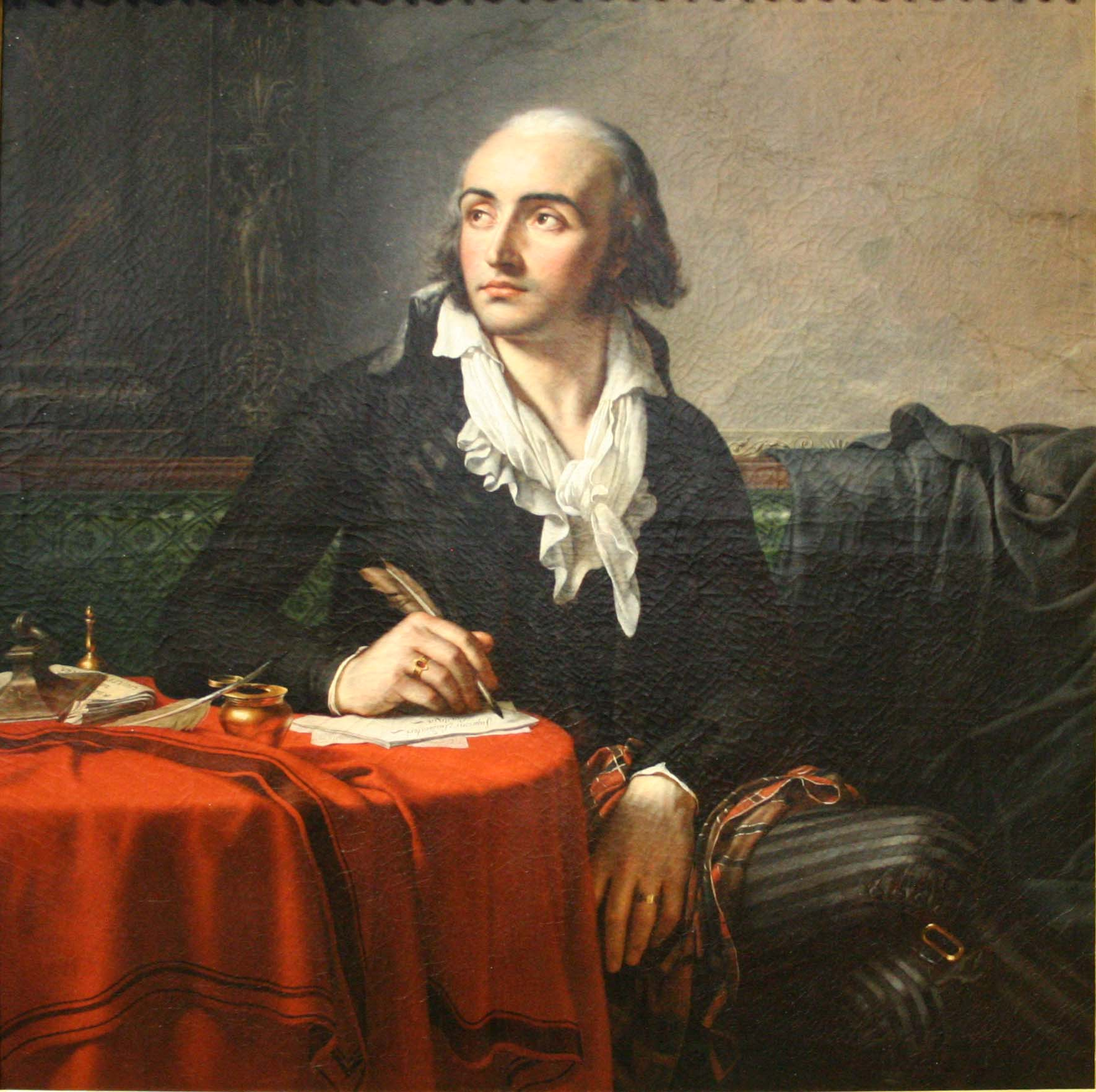
Anne-Louis Girodet Portrait de Giuseppe Favrega
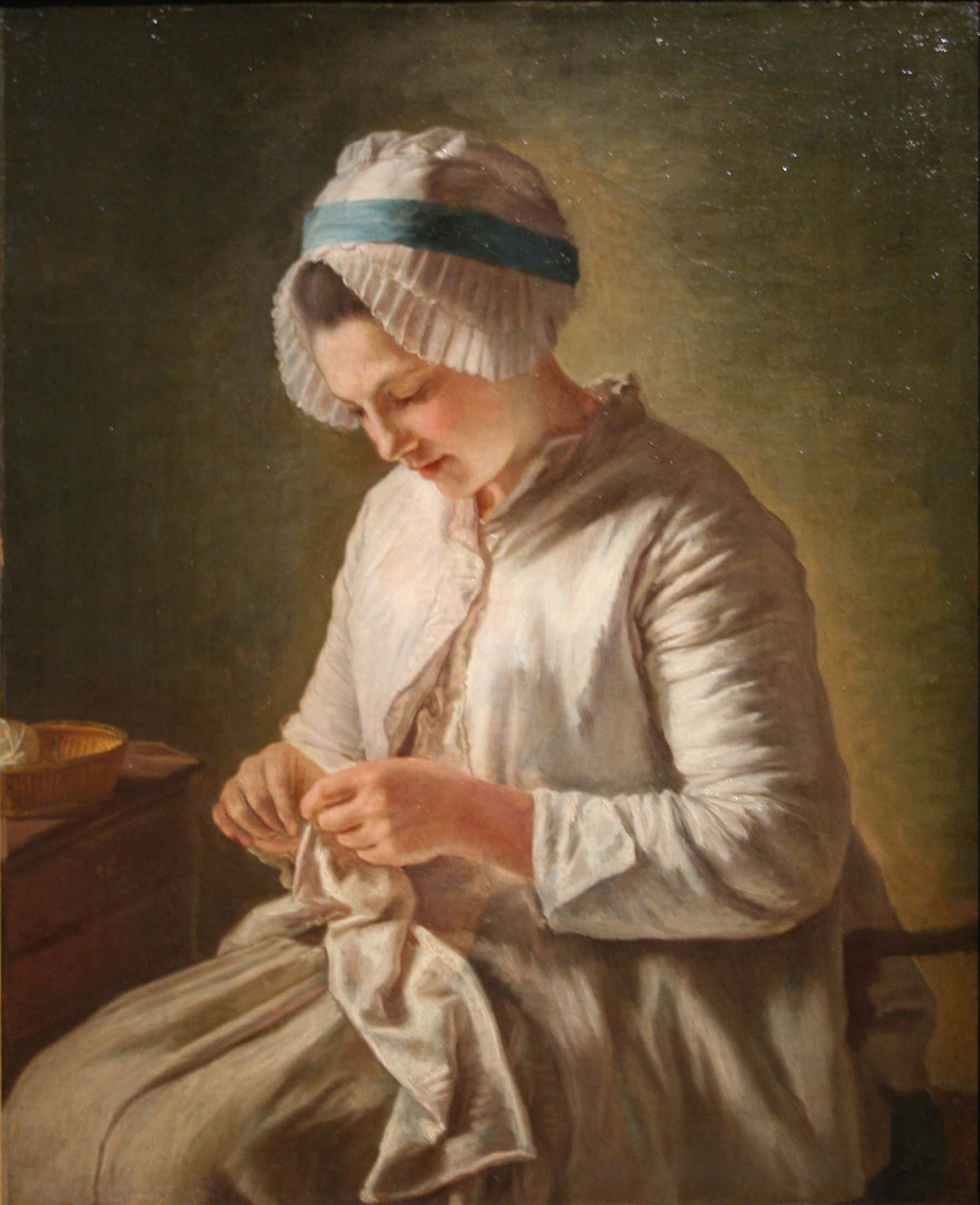
Françoise Duparc Femme cousant
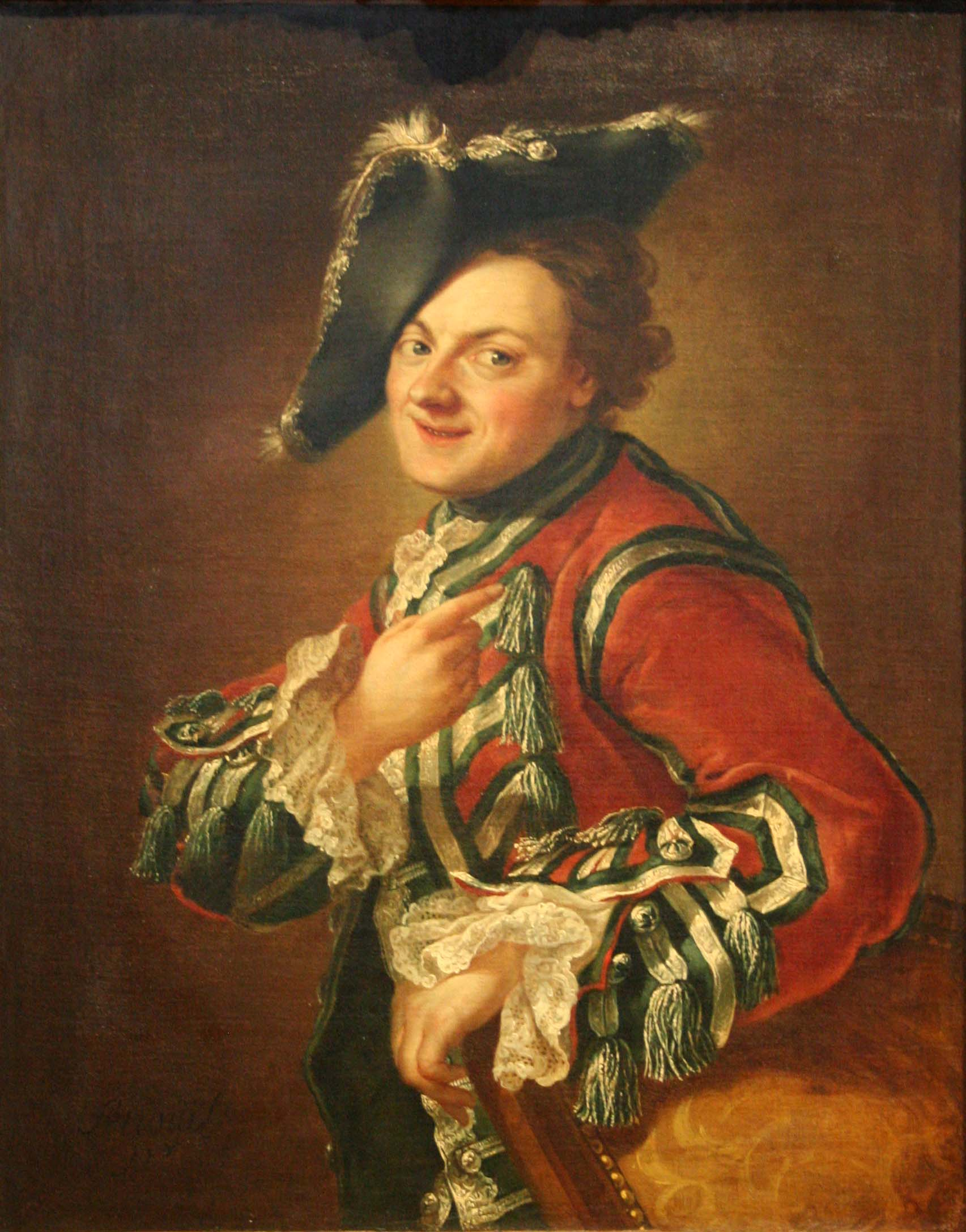
Jean-César Fenouil Portrait du comédien Préville
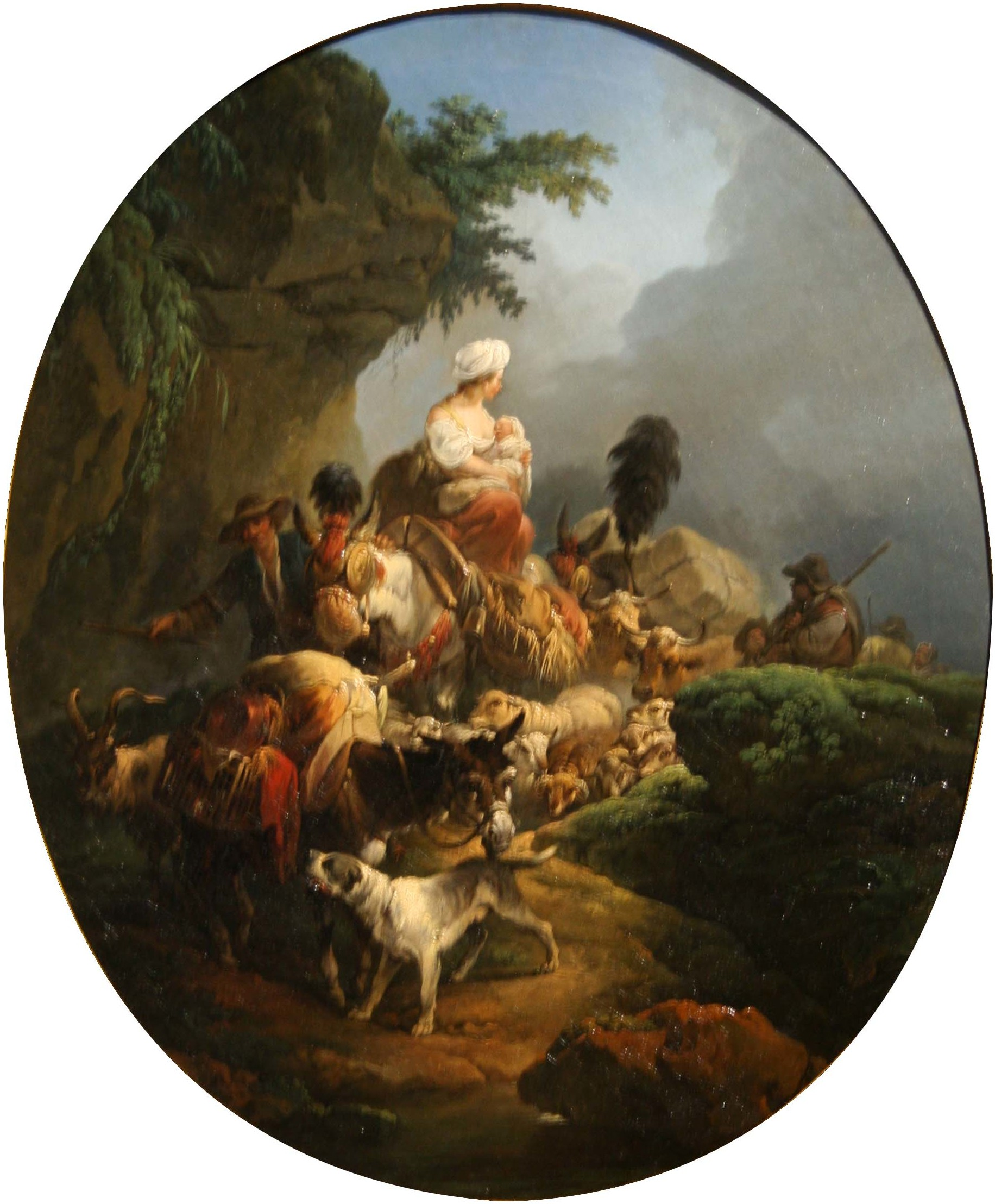
Philippe-Jacques de Loutherbourg Caravane
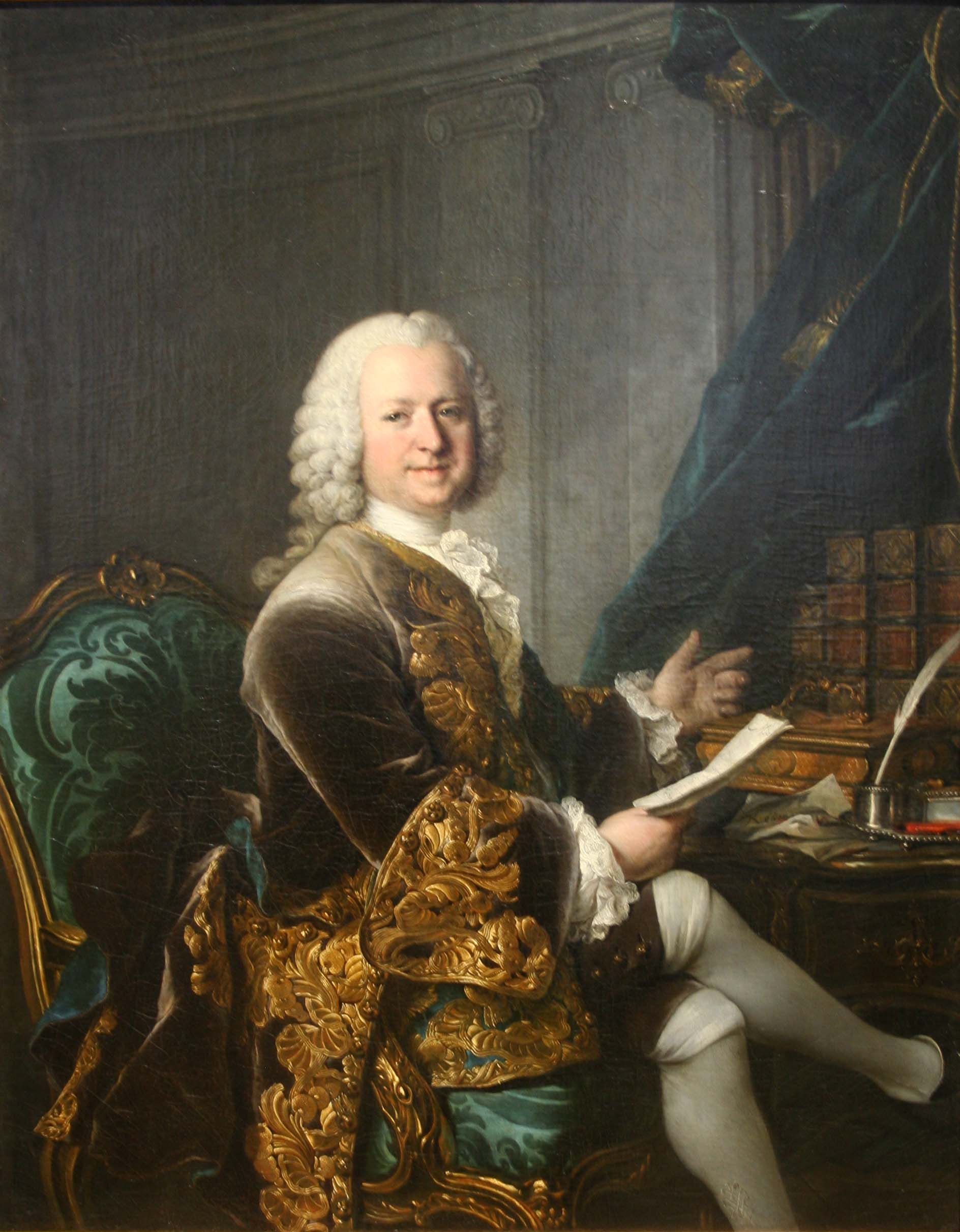
Louis Tocqué Portrait du comte de Saint-Florentin
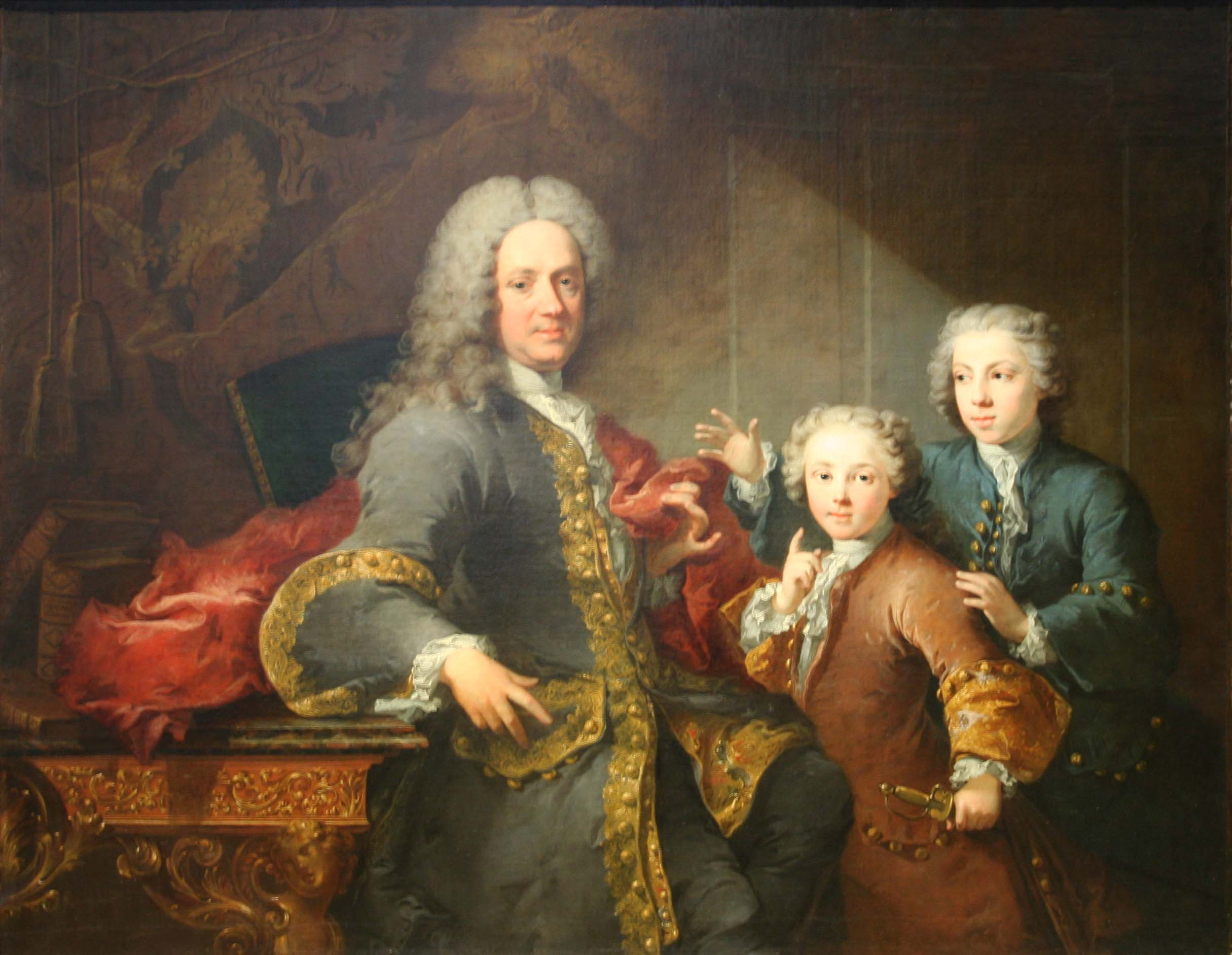
Robert Tournières Portrait supposé de M. de Saint-Cannat et ses enfants
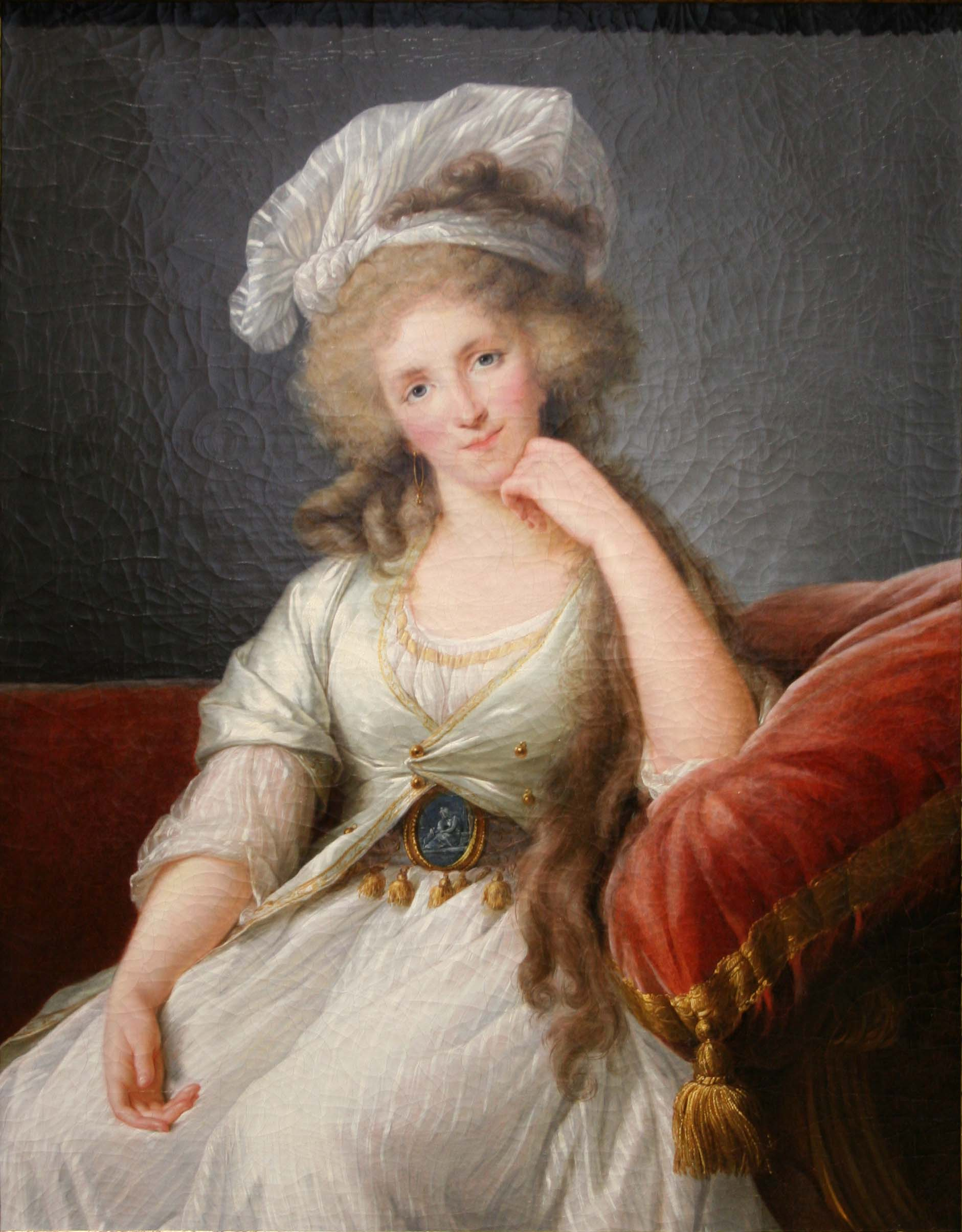
Élisabeth Vigée Le Brun Portrait de la duchesse d'Orléans
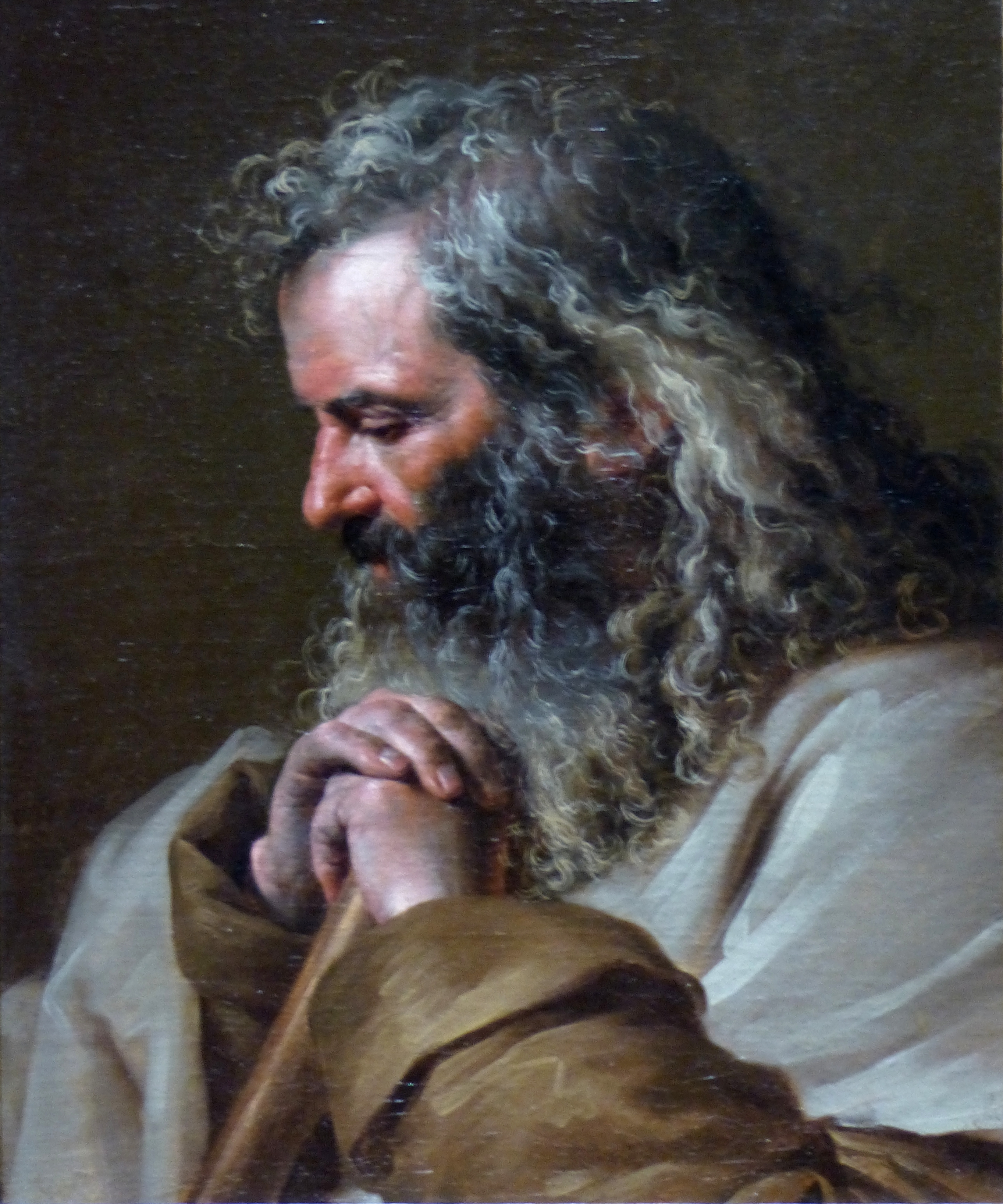
Jean-Jacques Forty Portrait d'homme barbu

#### École française duXIXesiècle
- Jacques Raymond Brascassat : Paysage, villa casa à Naples
- Carolus-Duran : Portrait de Madame Goldschmidt[19]
- Jean-Baptiste Camille Corot : Vue prise de Riva ; Le bouleau ; Le petit pont
- Gustave Courbet : Le Cerf à l'eau dit Le Cerf forcé;  Paysage aux lavandières
- Alexis Daligé de Fontenay : Vue prise sur le chemin de Maladetta
- Charles-François Daubigny : Les graves à Villerville (Calvados)
- Honoré Daumier : Don Quichotte et Sancho Pança
- Narcisse Díaz de la Peña : Sous-bois
- Auguste de Forbin : Intérieur avec fond de paysage[20] ; Intérieur d'église[21]
- François Gérard : Monseigneur de Belsunce pendant la peste
- Jean-Auguste-Dominique Ingres : Éliezer et Rébecca (copie partielle d'après Poussin)
- Charles Jalabert : La peste de Thèbes ou Œdipe fuyant la malédiction des habitants[22]
- Amand Laroche : Portrait du sculpteur Poitevin[23]
- Jean-François Millet : Femme faisant manger son enfant (la bouillie)
- Pierre Puvis de Chavannes : Marseille, colonie grecque[24]; Marseille, porte de l'Orient[25] ; Retour de chasse[26]
- Théodule Ribot : Le cuisinier comptable ; Le mitron ; La tricoteuse ; Le Flûteur, dit La recette
- Lancelot-Théodore Turpin de Crissé : Vue prise de Roquebrune[27]

École française du XIXe siècle
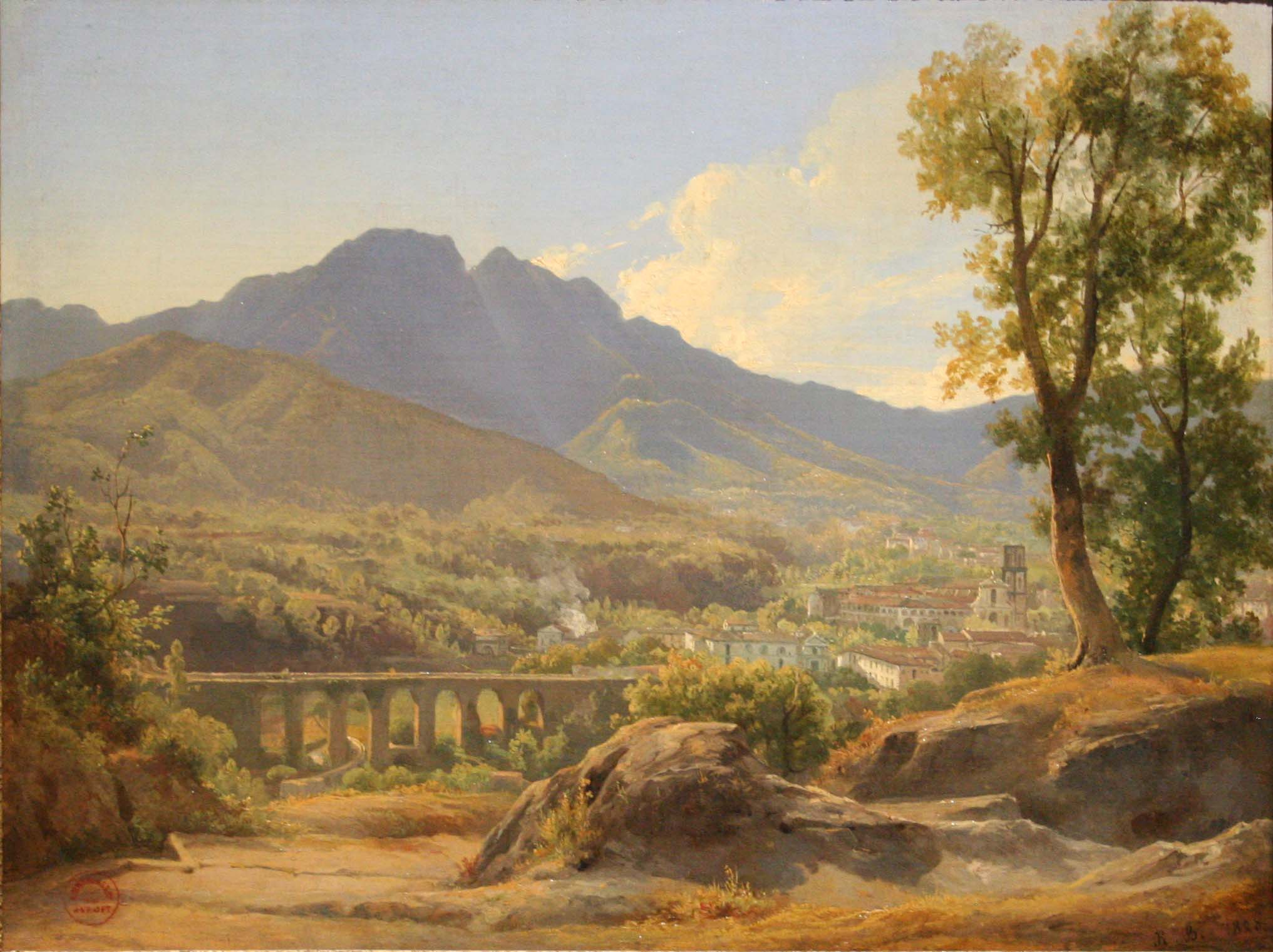
Jacques Raymond Brascassat Paysage, Villa Casa à Naples
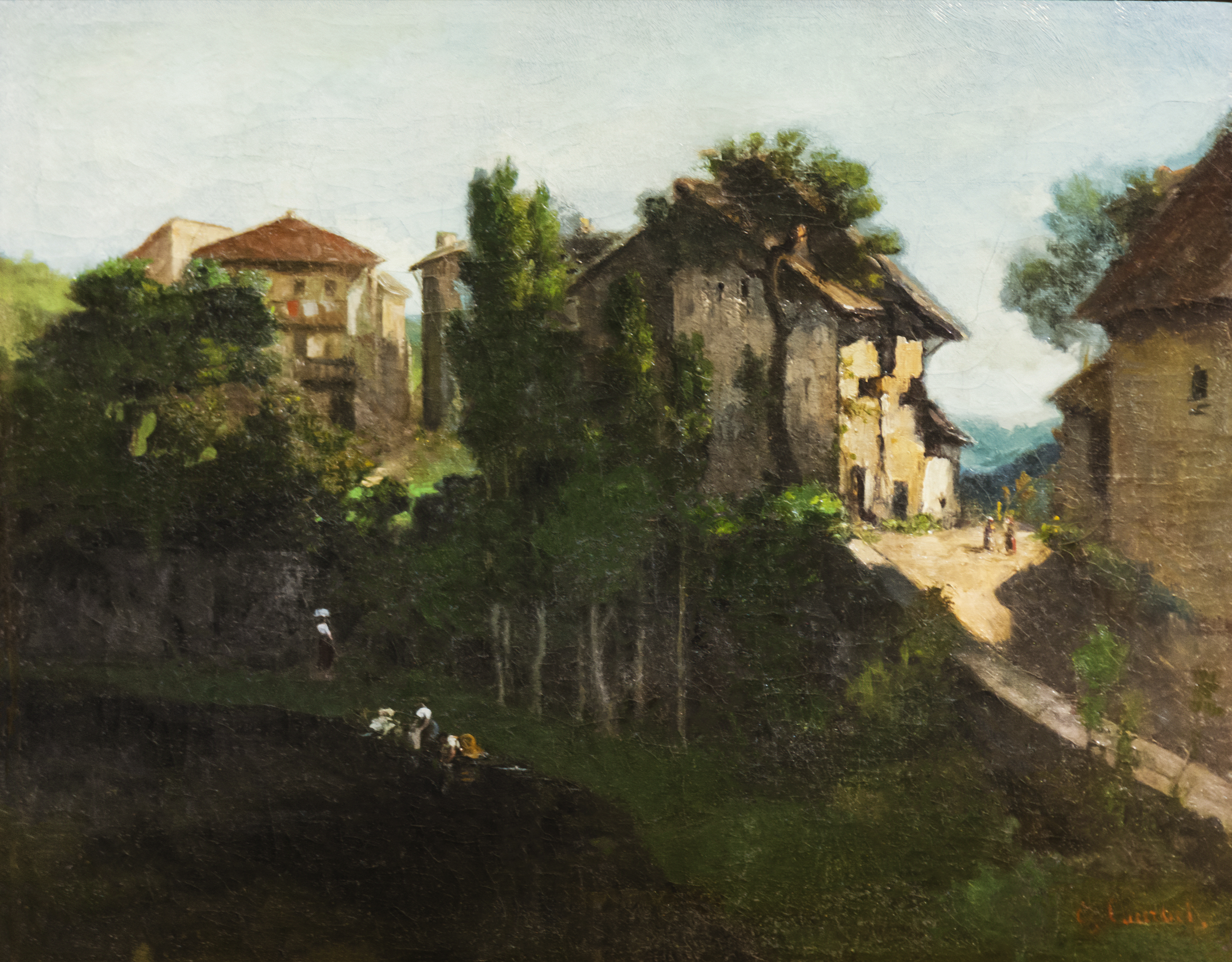
Gustave Courbet Paysage aux lavandières
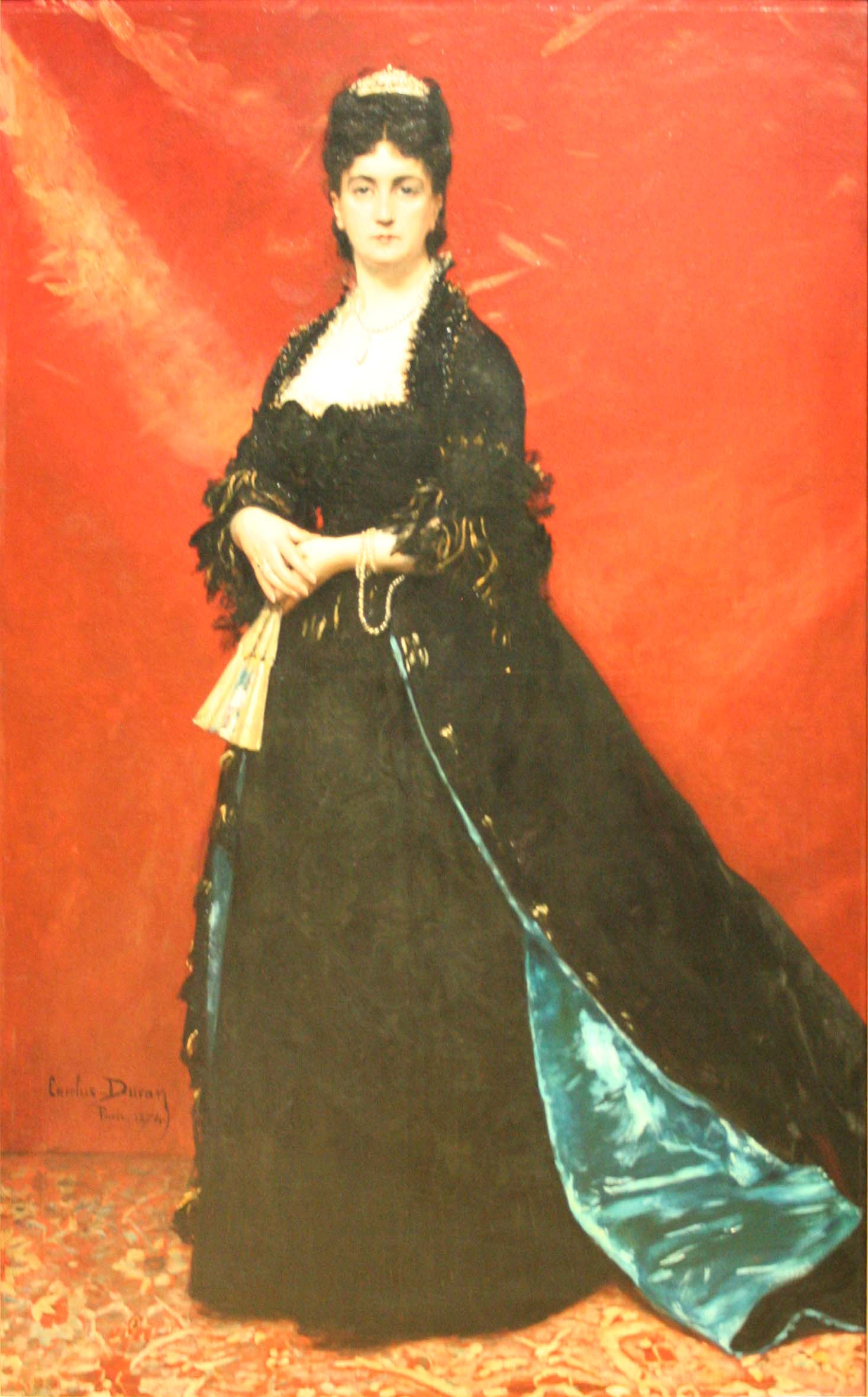
Carolus-Duran Portrait de Madame Goldschmidt
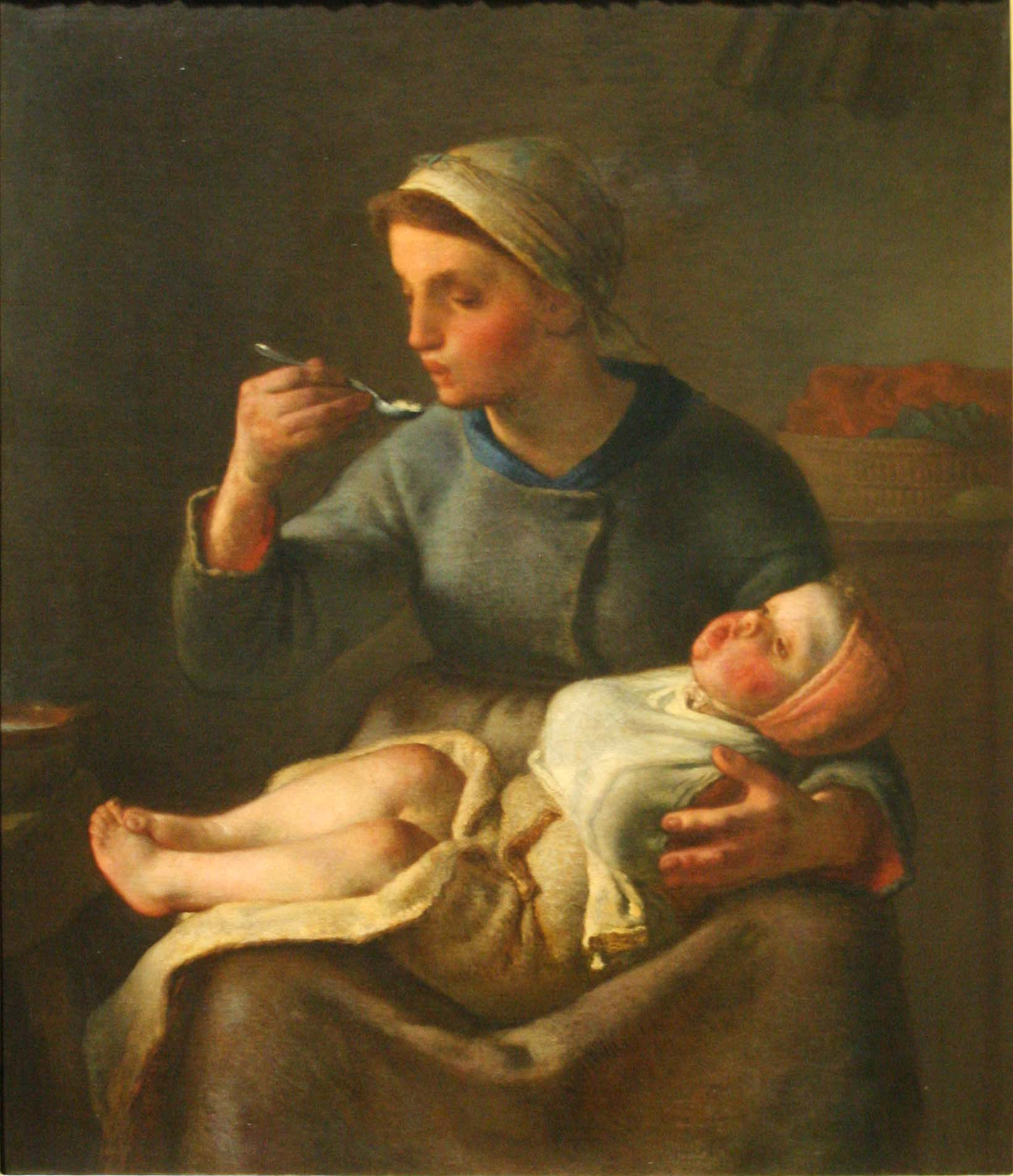
Jean-François Millet La bouillie ou Femme faisant manger son enfant
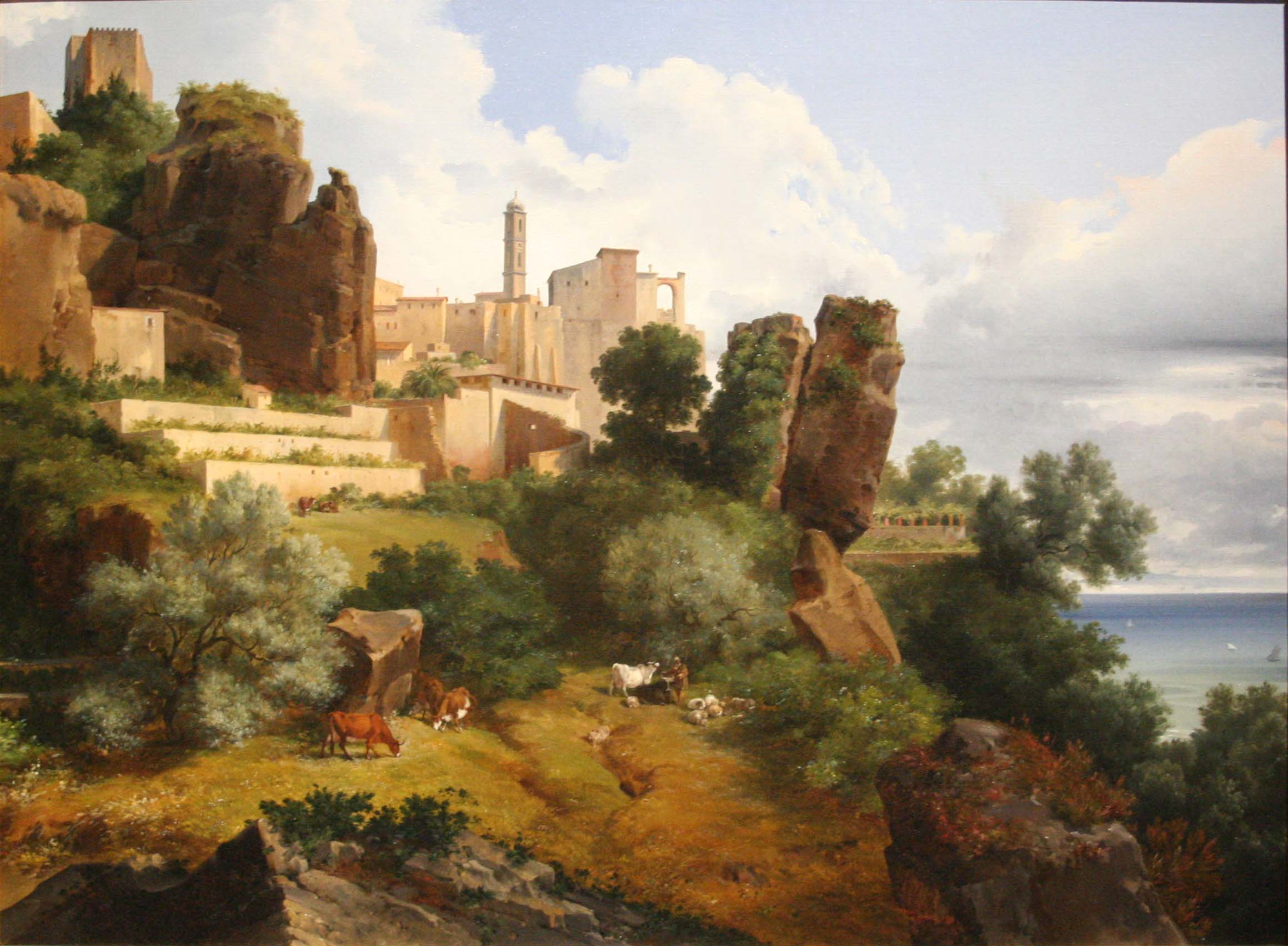
Lancelot-Théodore Turpin de Crissé Vue prise de Roquebrune
Théodule Ribot Le Flûteur, dit La recette

#### École provençale duXIXesiècle
- Auguste Aiguier : Effet du soleil couchant sur la Méditerranée[28]
- Prosper Barrigue de Fontainieu : Vue de Cava dei Tireni
- Maurice Bompard : La fileuse ; Le harem : Une rue de l'oasis Chetma
- Michel-Honoré Bounieu : Supplice d'une vestale
- Fabius Brest : Un caravansérail à Trébizonte[29]
- Jean-Antoine Constantin : Fontaine de Vaucluse
- Marius Engalière : Vue générale de Grenade sur la route de Malaga[30], Bord de rivière ; La clairière ; la moisson ; La Sainte-Baume ; La sparterie ; Vue d'un village au sud de l'Espagne
- Prosper Grésy : Les Baigneuses[31]
- Paul Guigou : Les collines d'Allauch ; La Canebière vue des allées de Meilhan ; La Roque d'Anthéron[32] ; Lavandière au ruisseau[33] ; Les grands saules[34] ; Les Martigues ; Petite route dans les pins[35], 'Plan d'Orgon ; Triel sur Seine
- Jules Laurens : Tête de voie romaine[36]
- Émile Loubon : Vue de Marseille prise des Aygalades un jour de marché ; La montagne Sainte-Victoire, transhumance ; La route d'Antibes à Nice ; paysage au troupeau dans un cirque montagneux
- François Maury : Fête villageoise ; Venise ; Barques à Venise ; Portrait de J.Baudin ; Portrait de Monsieur Peyre
- Adolphe Monticelli : Étude de colline (Le Garlaban) ; Portrait de madame Pascal ; Les flamants ; Scène de parc, femmes, enfants et chiens ; Scène de parc, femmes, enfants, cygnes et chiens ; Turcs à la mosquée
- Gustave Ricard : Portrait du peintre Loubon[37]
- José Silbert : Espagnole[38] ; Légende de saint Marin de Dalmatie[39] ; Mon portrait[40] ; Montreur de cacatoès[41] ; Sérénade de mannequin[42] ; tête de marocain[43].
- Félix Ziem : La fantasia sur les rives du Bosphore ; Quai du port à Marseille ; Vue de Venise ou Bucentaure

École provençale du XIXe siècle
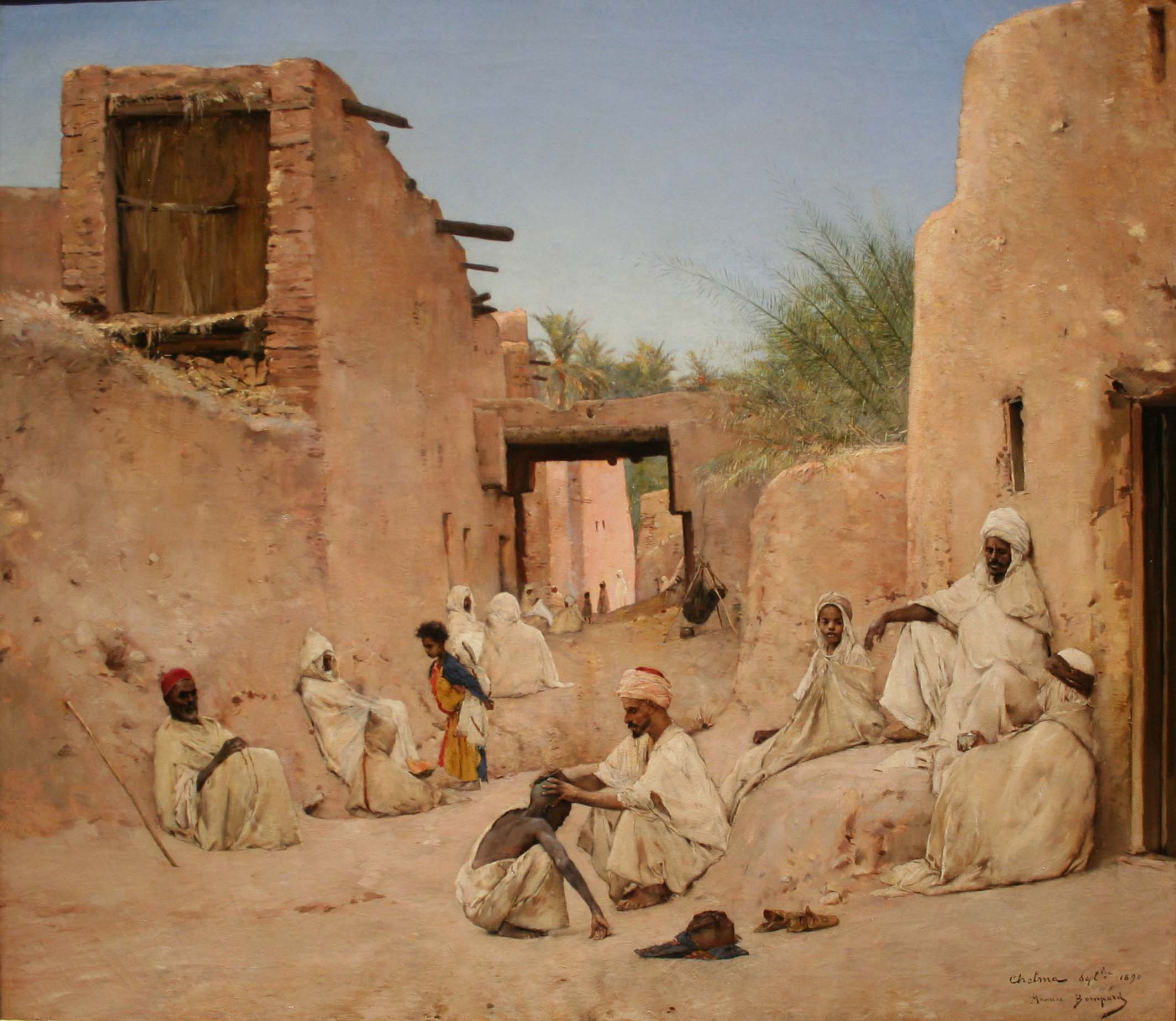
Maurice Bompard Une rue de l'oasis de Chetma
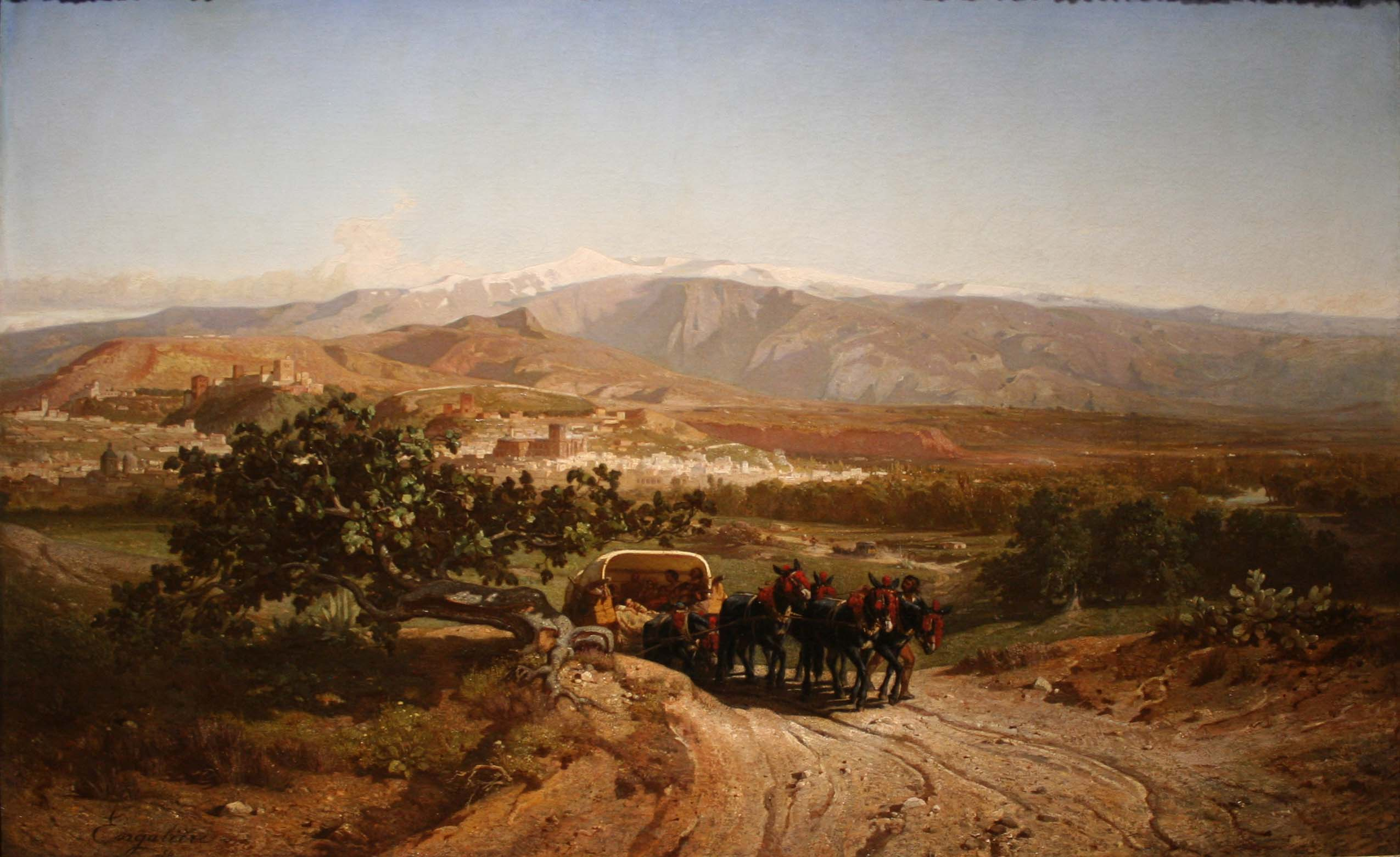
Marius Engalière Vue générale de Grenade
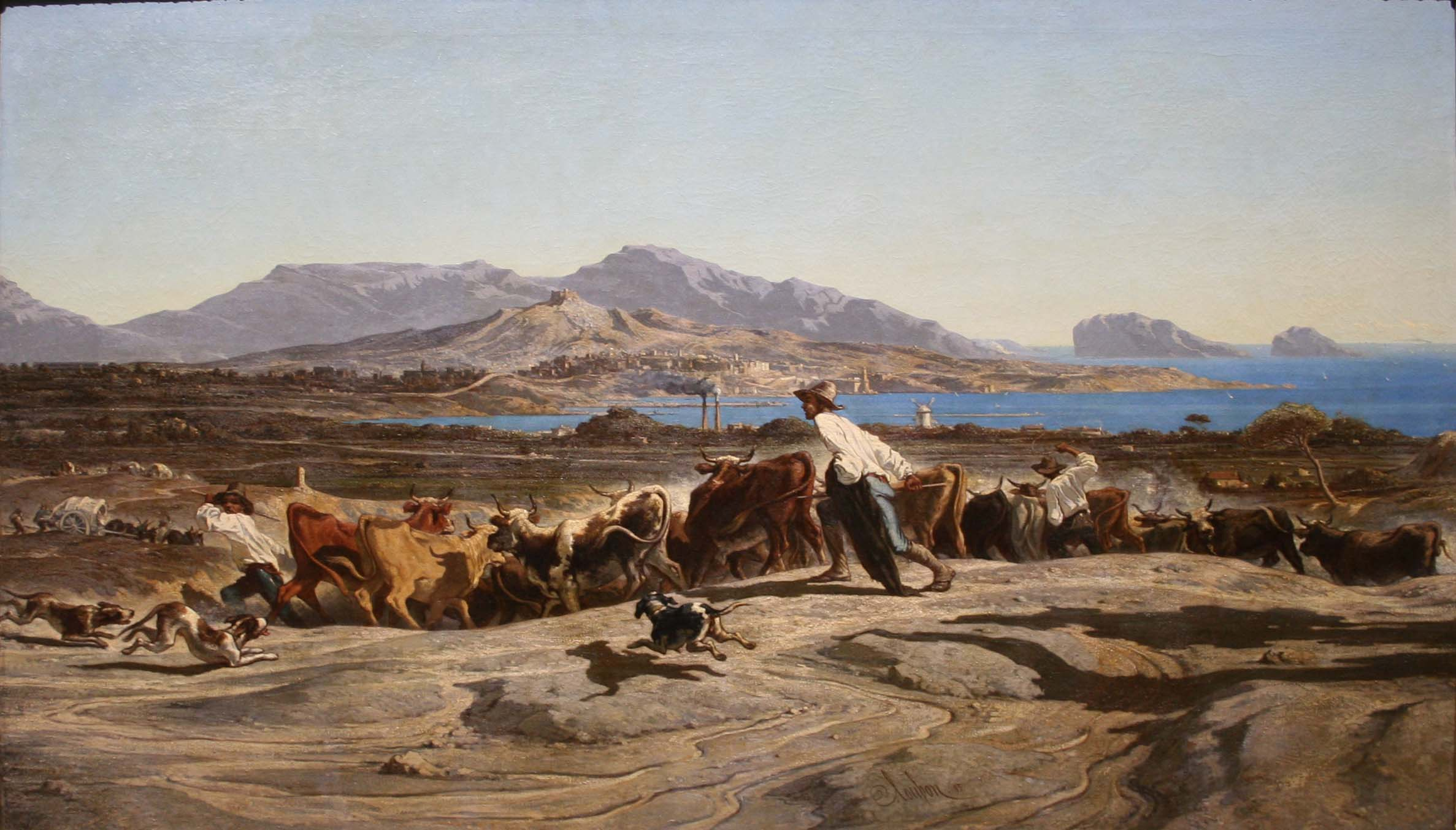
Émile Loubon Vue de Marseille prise des Aygalades
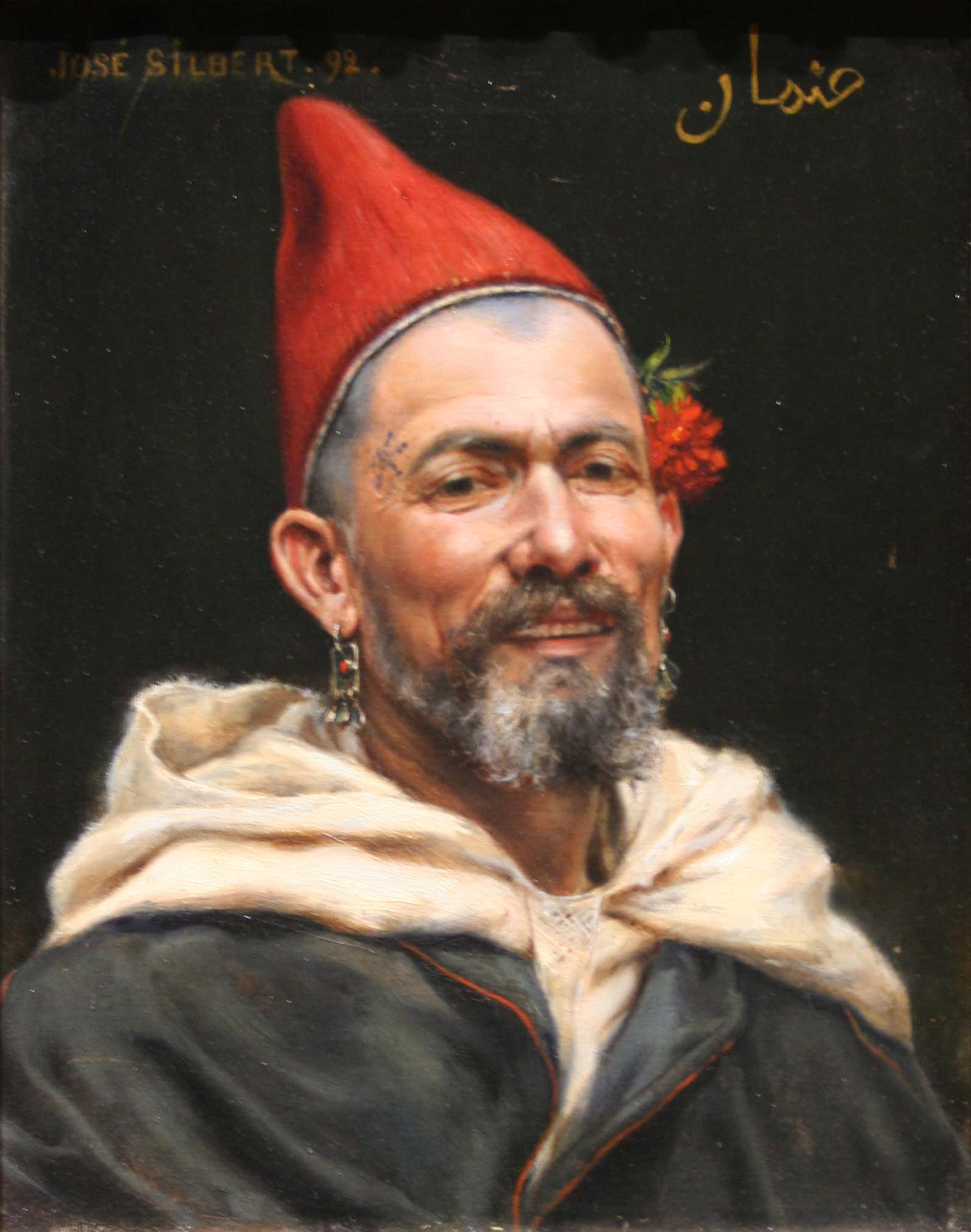
José Silbert Tête de marocain
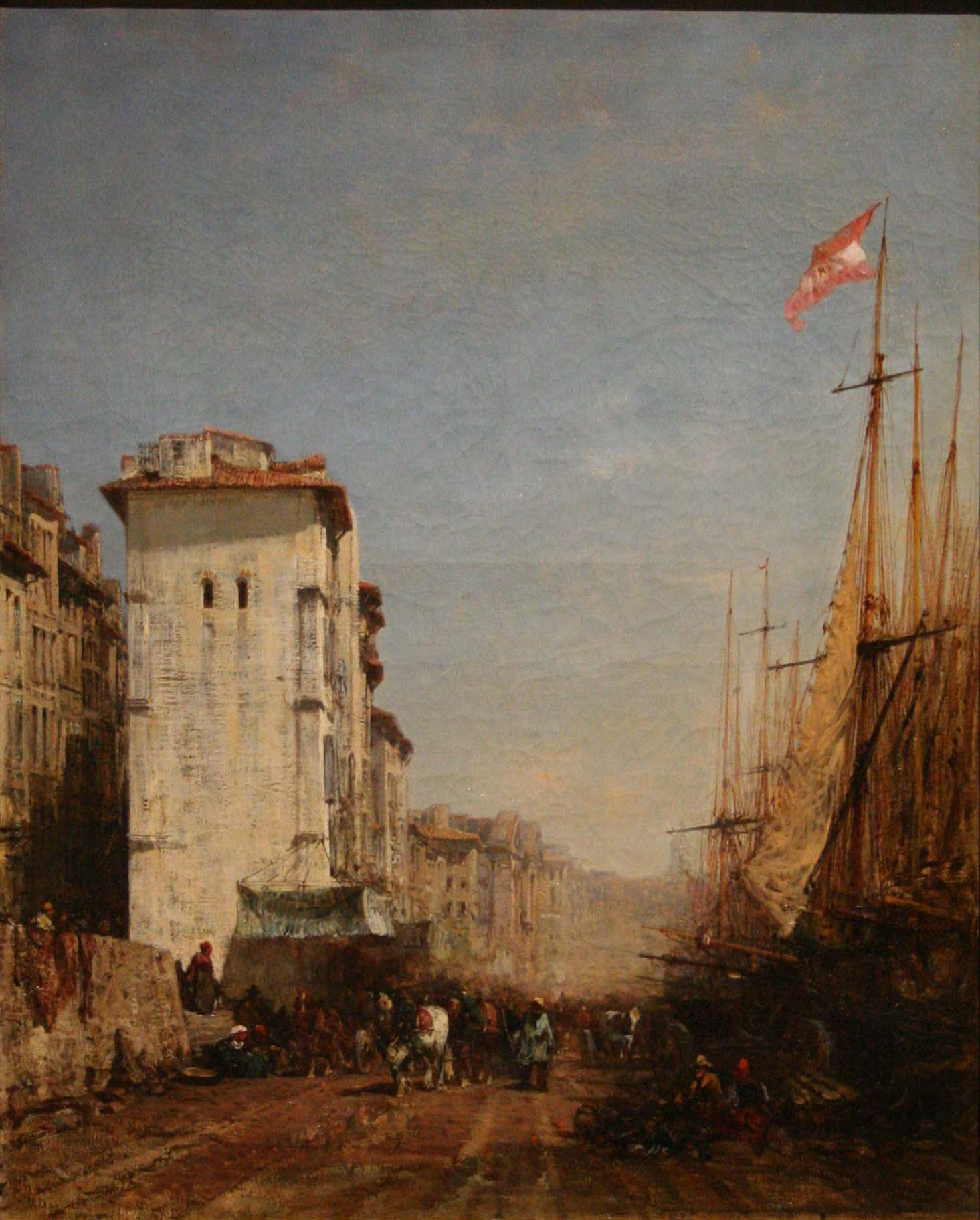
Félix Ziem Quai du port à Marseille

#### École italienne

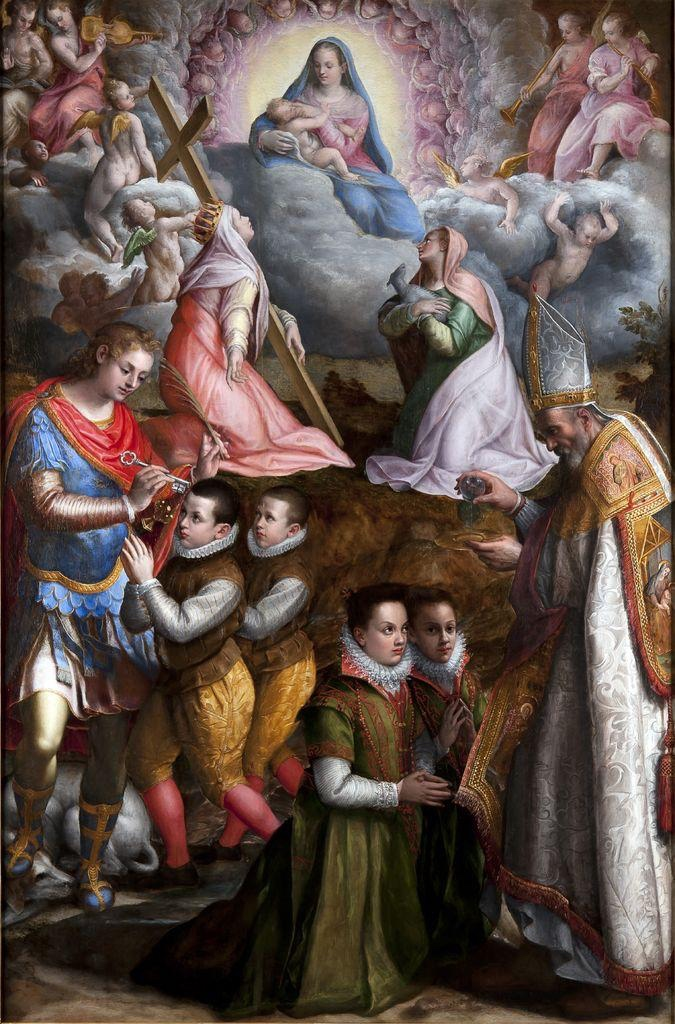
Consécration à la Vierge, par Lavinia Fontana en 1599.

- Gioacchino Assereto : Tobie rendant la vue à son père
- Marcantonio Bassetti : Saint Sébastien soigné par Irène
- Guido Cagnacci : Franciscain
- Giovanni Cariani : Saint Sébastien entre saint Roch et sainte Marguerite
- Agostino Carracci : La fête champêtre ou fête milanaise
- Carlo Dolci : Jésus prenant la croix de saint Joseph
- Lavinia Fontana : Consécration à la Vierge
- Giacinto Gimignani : La présentation de Jésus au temple, L'adoration des bergers, L'adoration des rois mages, La Visitation, La communion de la Vierge
- Giovanni Francesco Barbieri dit Le Guerchin : Les Adieux de Caton d'Utique à son fils
- Giovanni Lanfranco : Élie nourri par le corbeau
- Carlo Maratta : Portrait du cardinal Alderano Cybo
- Pietro Antonio Novelli II : David tenant la tête de Goliath[44]
- Giovanni Paolo Panini : La galerie du cardinal Silvio Valenti
- Bartolomeo Passarotti : Portrait d'homme
- Guido Reni d'après : La charité romaine[45]
- Pietro Vannucci dit Le Pérugin : La Famille de la Vierge
- Giulio Pippi dit Giulio Romano : Trois soldats romains à cheval
- Giandomenico Tiepolo : Le Christ et la femme adultère
- Giuseppe Vermiglio (en) : Le Christ mort soutenu par deux anges

École italienne
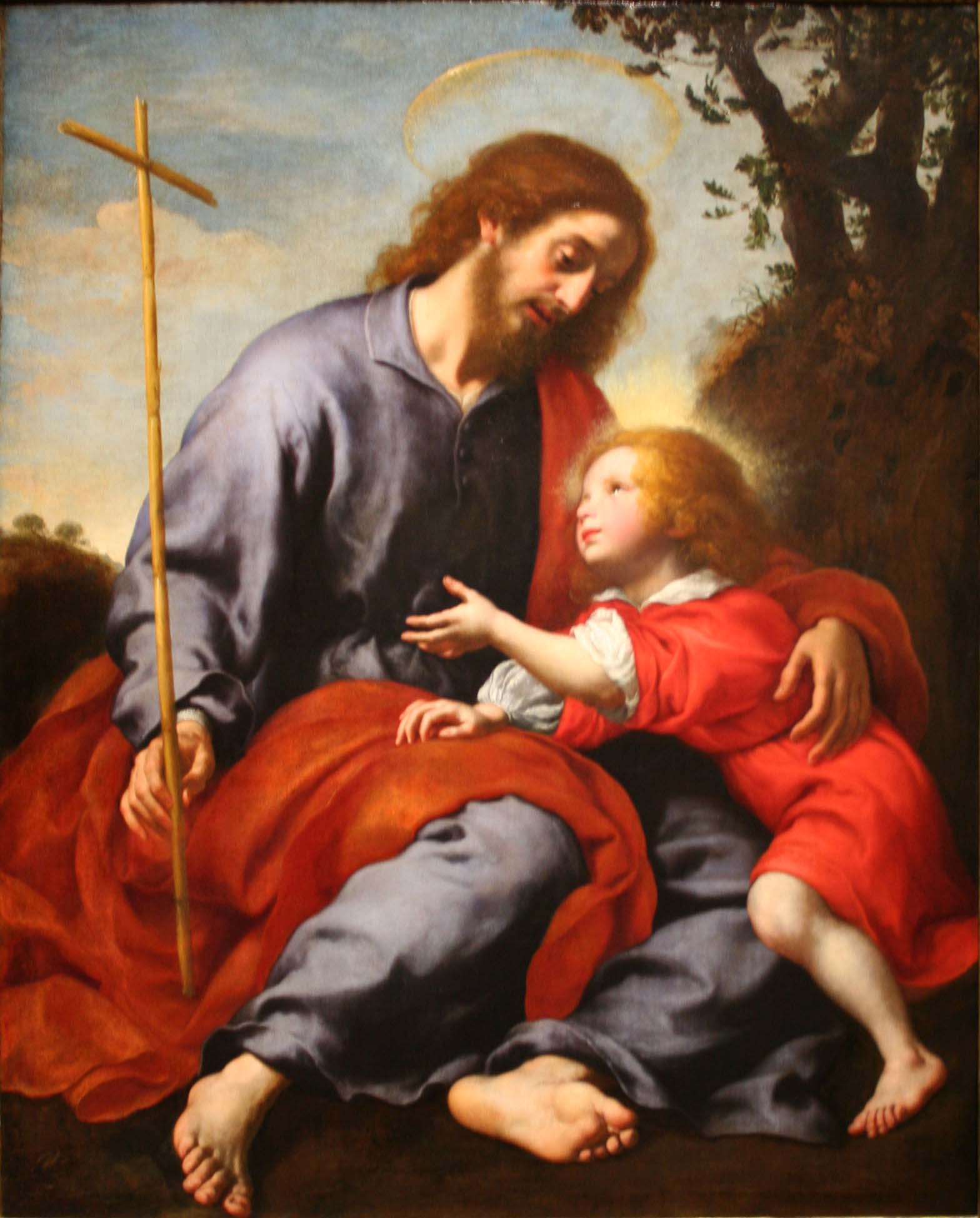
Carlo Dolci Jésus prenant la croix de saint Joseph
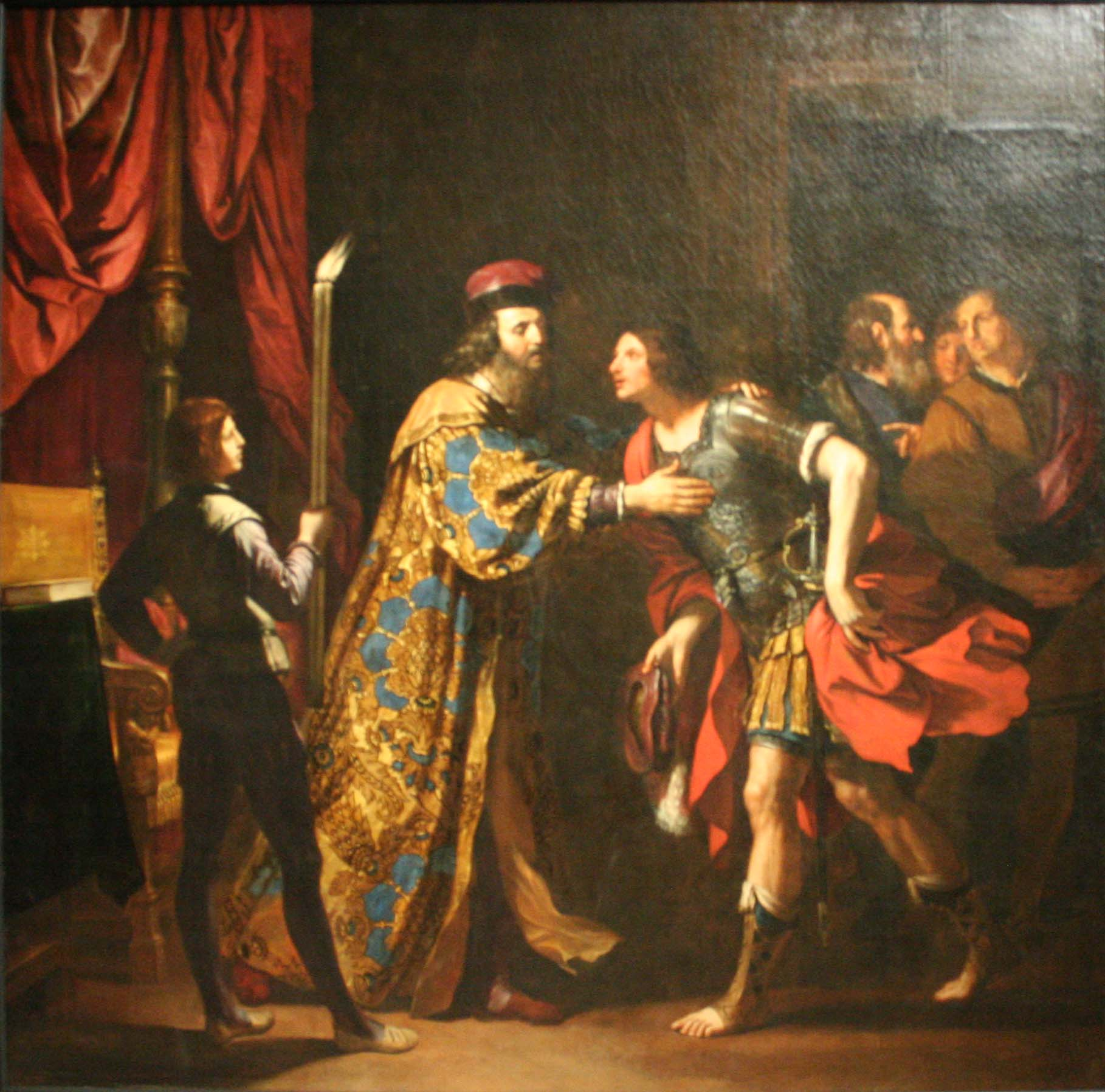
Le Guerchin Les Adieux de Caton d'Utique à son fils
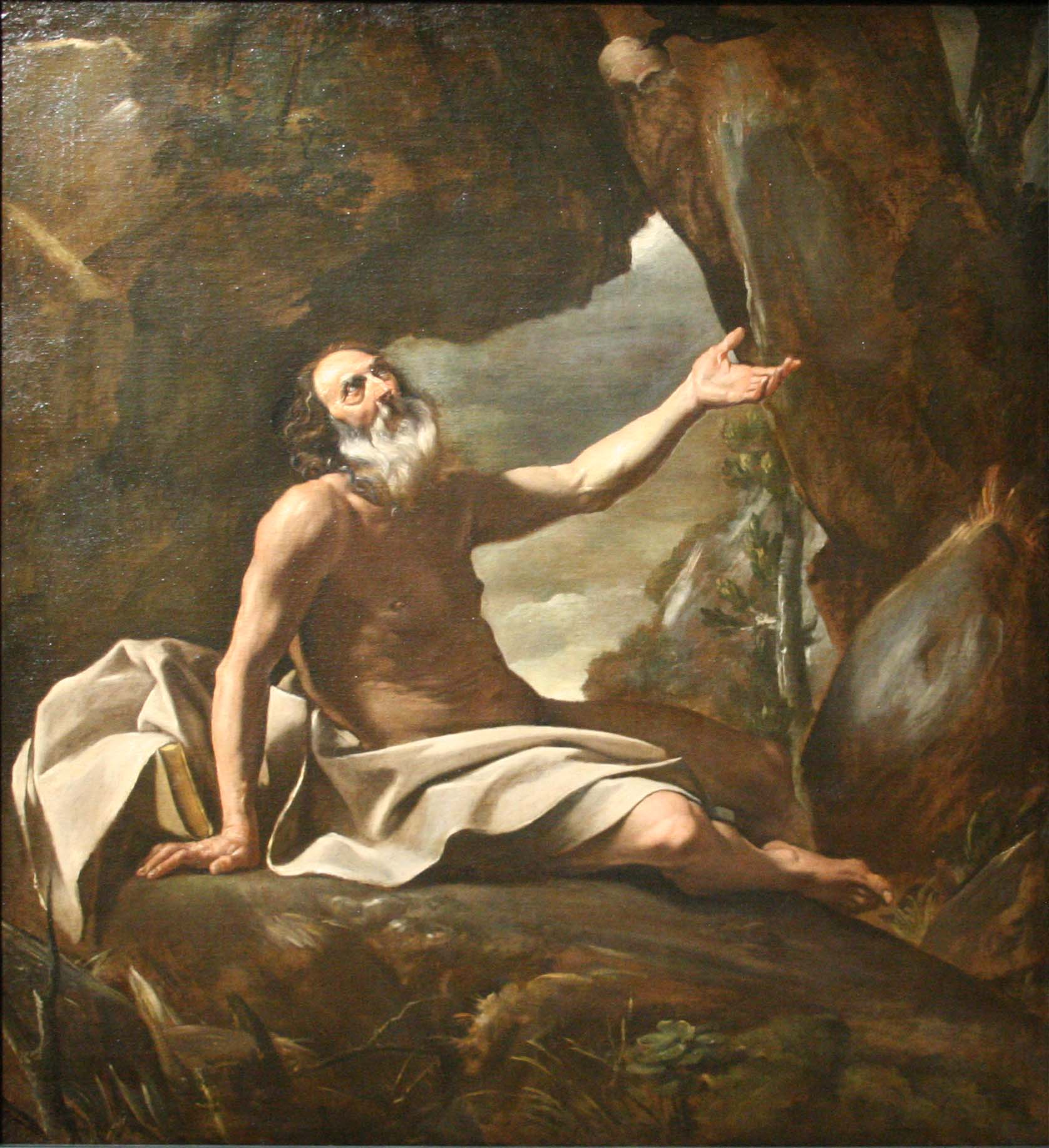
Giovanni Lanfranco Élie nourri par le corbeau
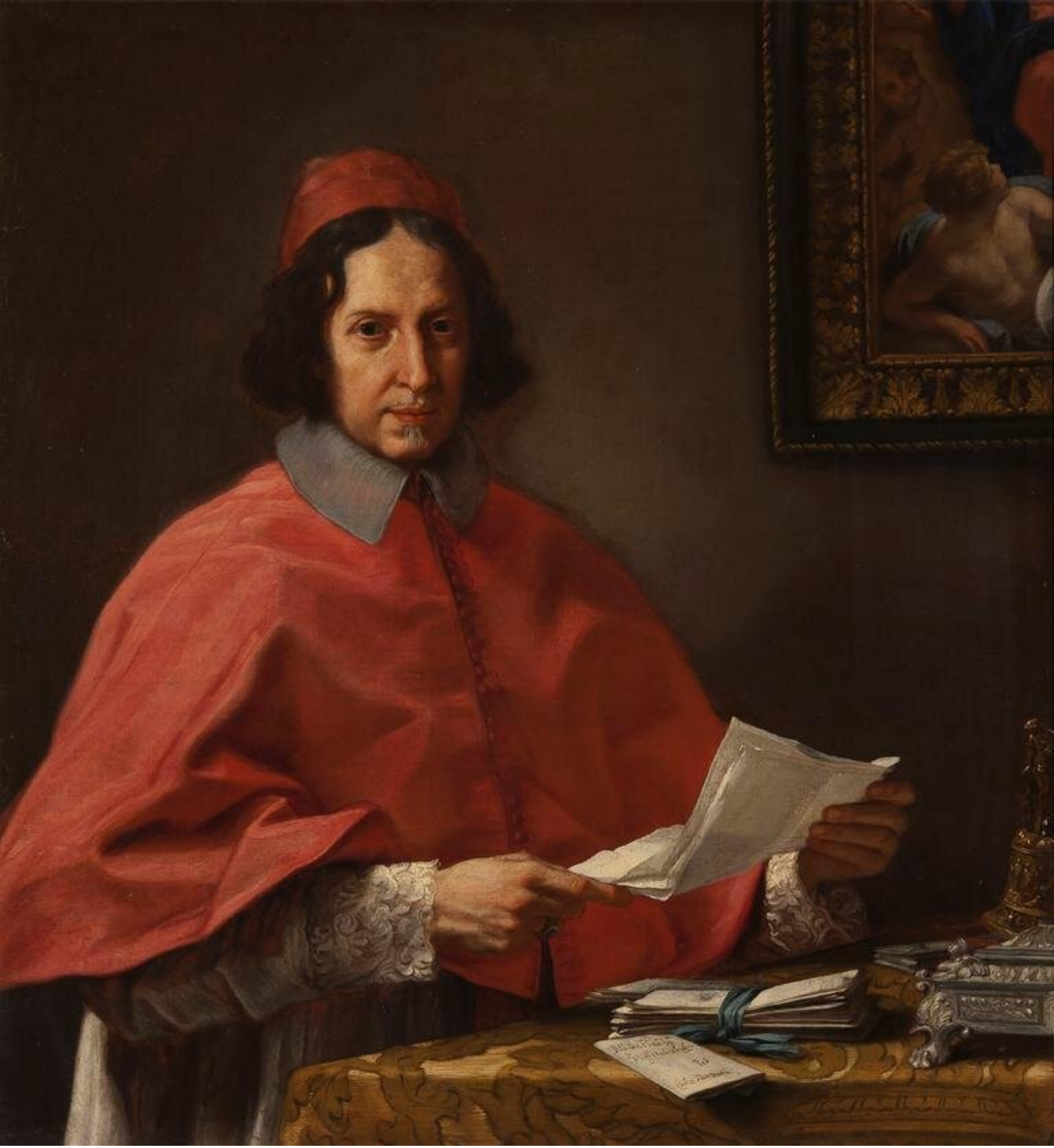
Carlo Maratta Portrait du cardinal Alderano Cybo
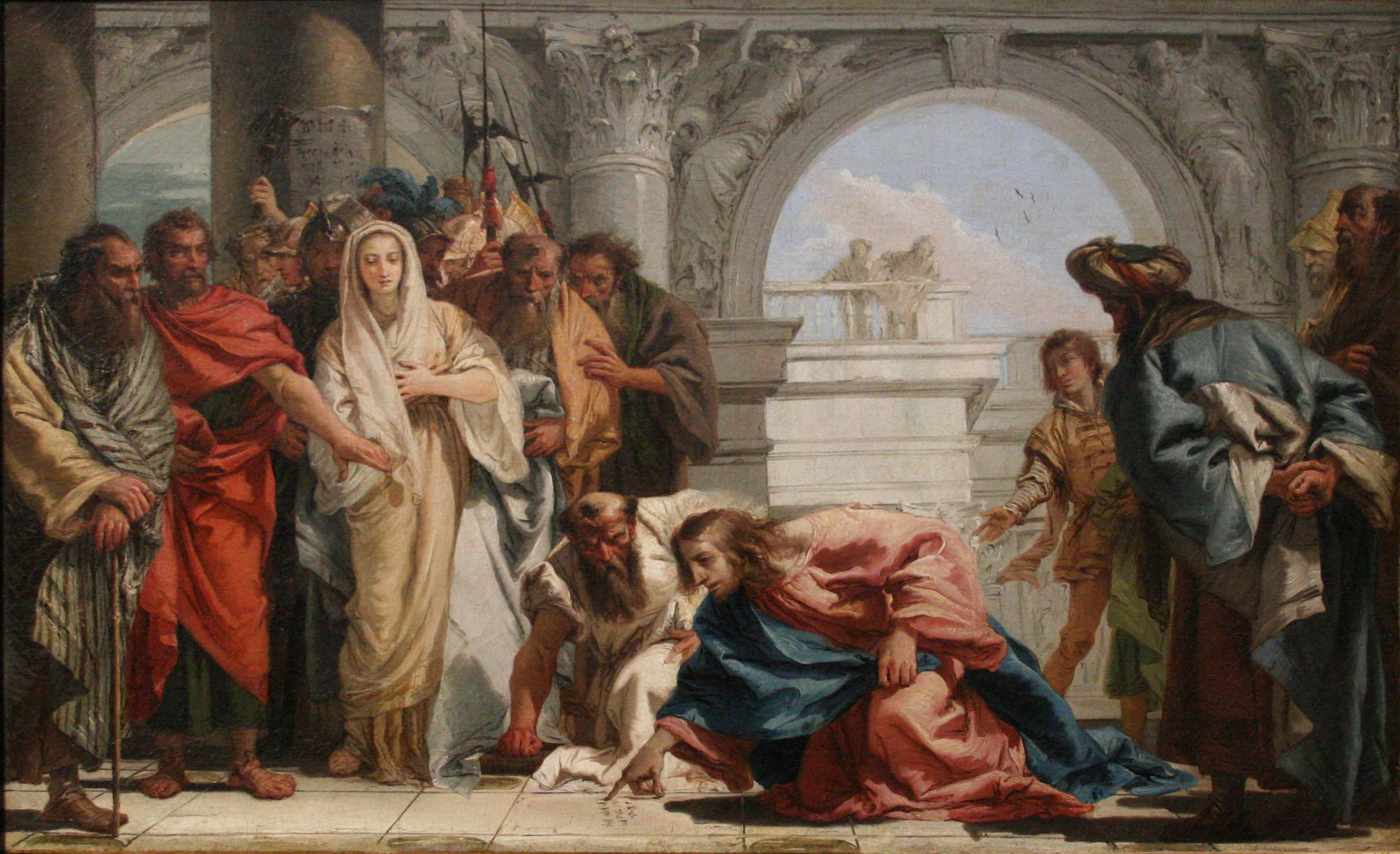
Giandomenico Tiepolo Le Christ et la femme adultère

#### Écoles flamande et hollandaise
- Jan van Bijlert : Portrait d'homme ; Portrait de femme
- Gaspard de Crayer : Hercule, Omphale et Minerve
- Karel Dujardin : Étude de torse
- Louis Finson : Autoportrait ; Madeleine en extase ; Samson et Dalila
- Jacob Jordaens : La Pêche miraculeuse
- Frans Pourbus le Jeune : Portrait de l'archiduc Albert d'Autriche, gouverneur des Pays-Bas
- Pierre-Paul Rubens : La Chasse au sanglier ; La résurrection du Christ ; L'adoration des bergers ; Portrait de femme
- Frans Snyders : Nature morte de gibier, poissons, fruits et légumes
- Matthias Stom : Le Roi David
- Michael Sweerts : Tête d'homme, dite le juif
- Nicolaes van Verendael : Fleurs dans un vase de verre
- Jan van de Venne : Le campement de bohémiens
- Jacob Ferdinand Voet : Portrait d'homme dit l'homme à la ganse jaune

Écoles flamande et hollandaise
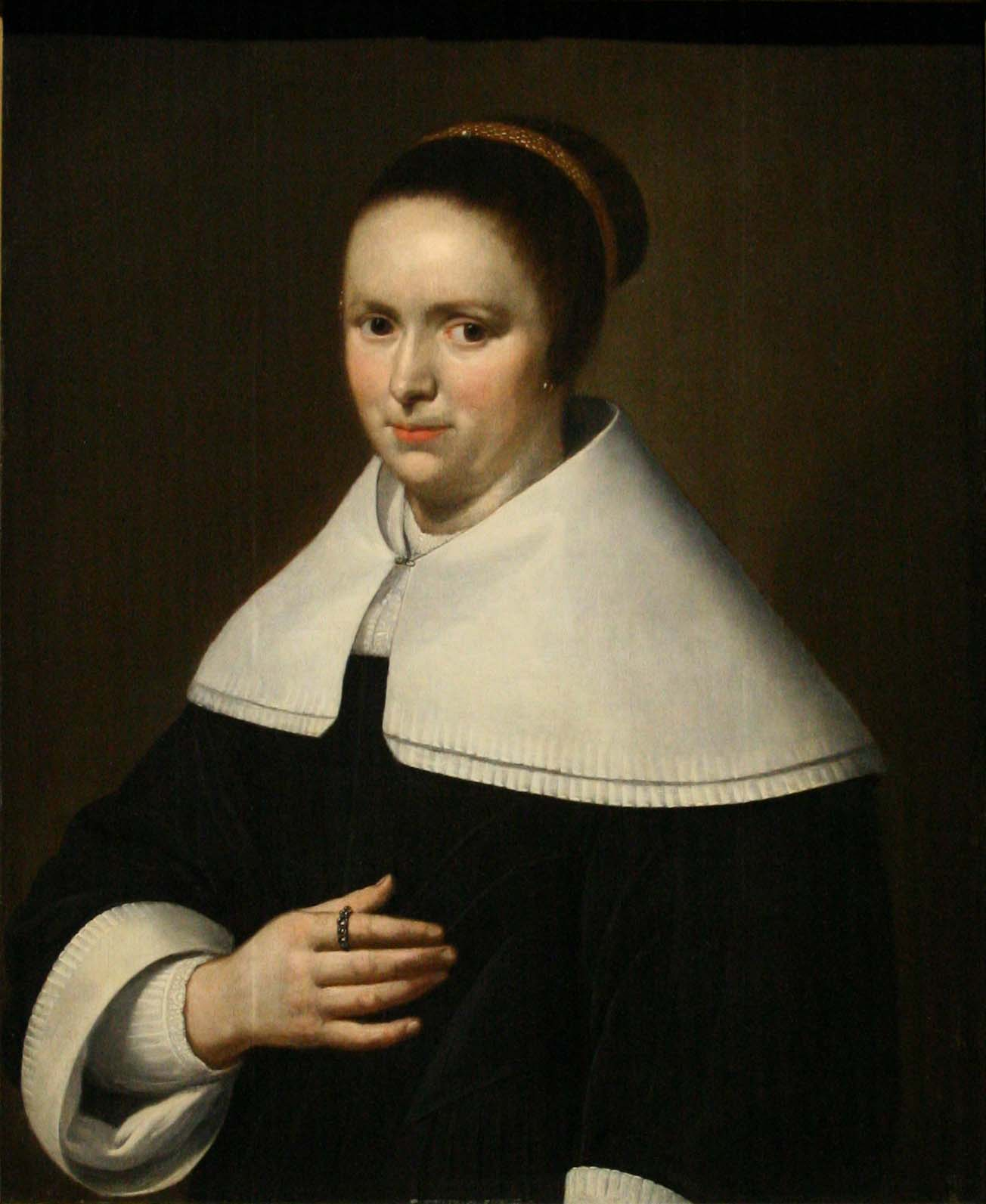
Jan van Bijlert Portrait de femme
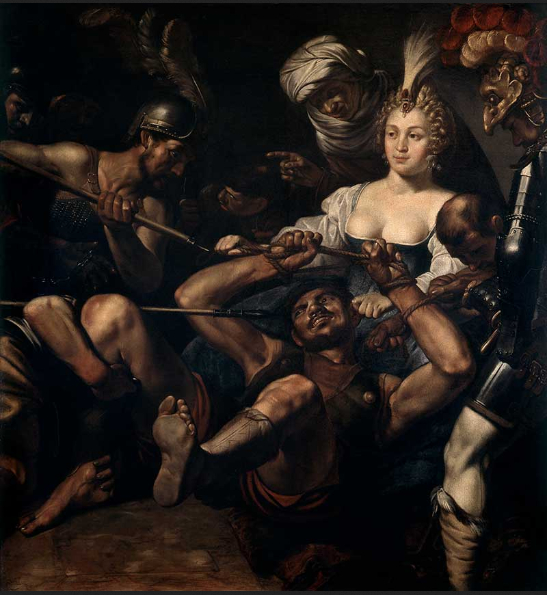
Louis Finson Samson et Dalila.
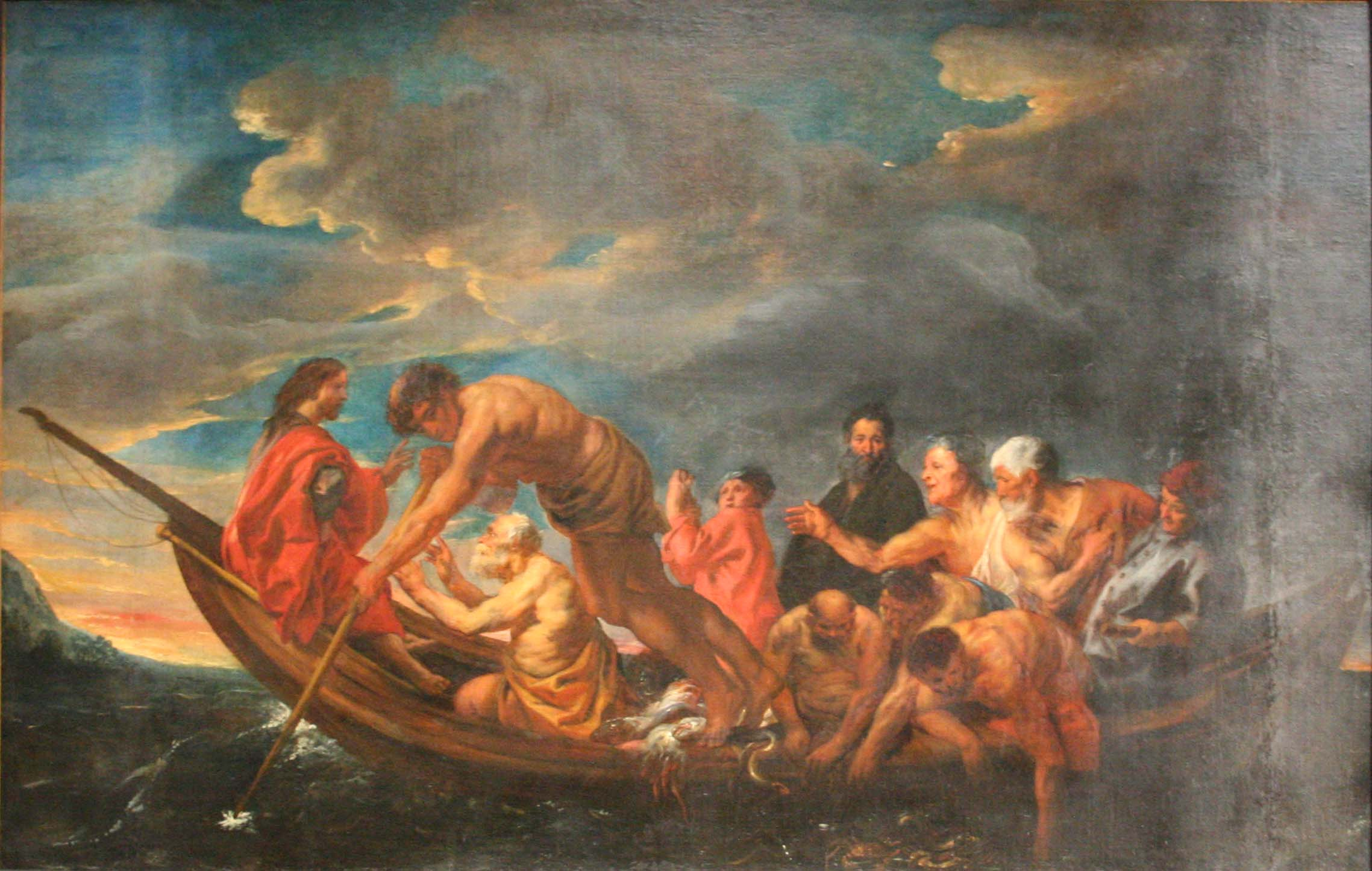
Jacob Jordaens La Pêche miraculeuse
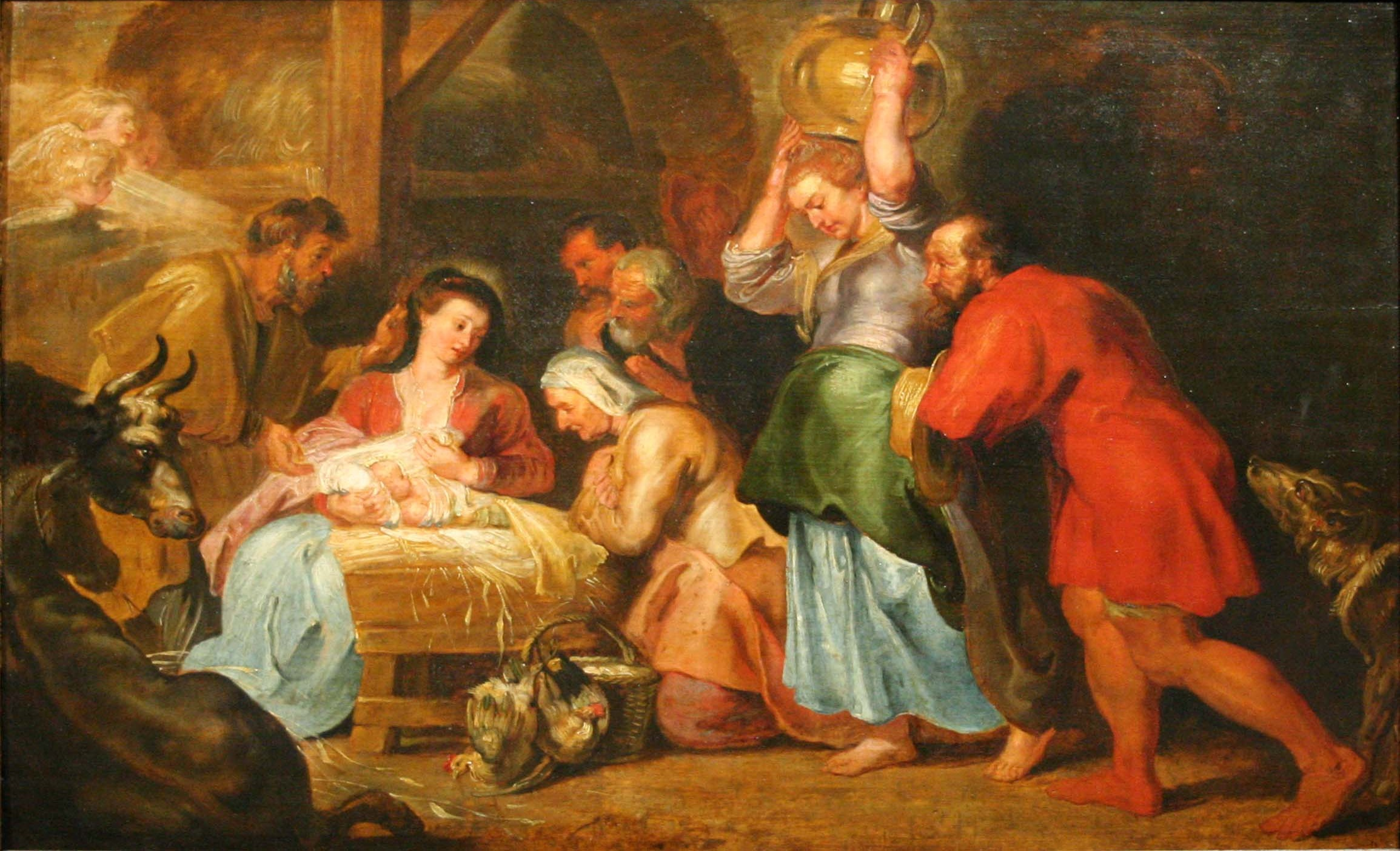
Pierre-Paul Rubens Adoration des bergers
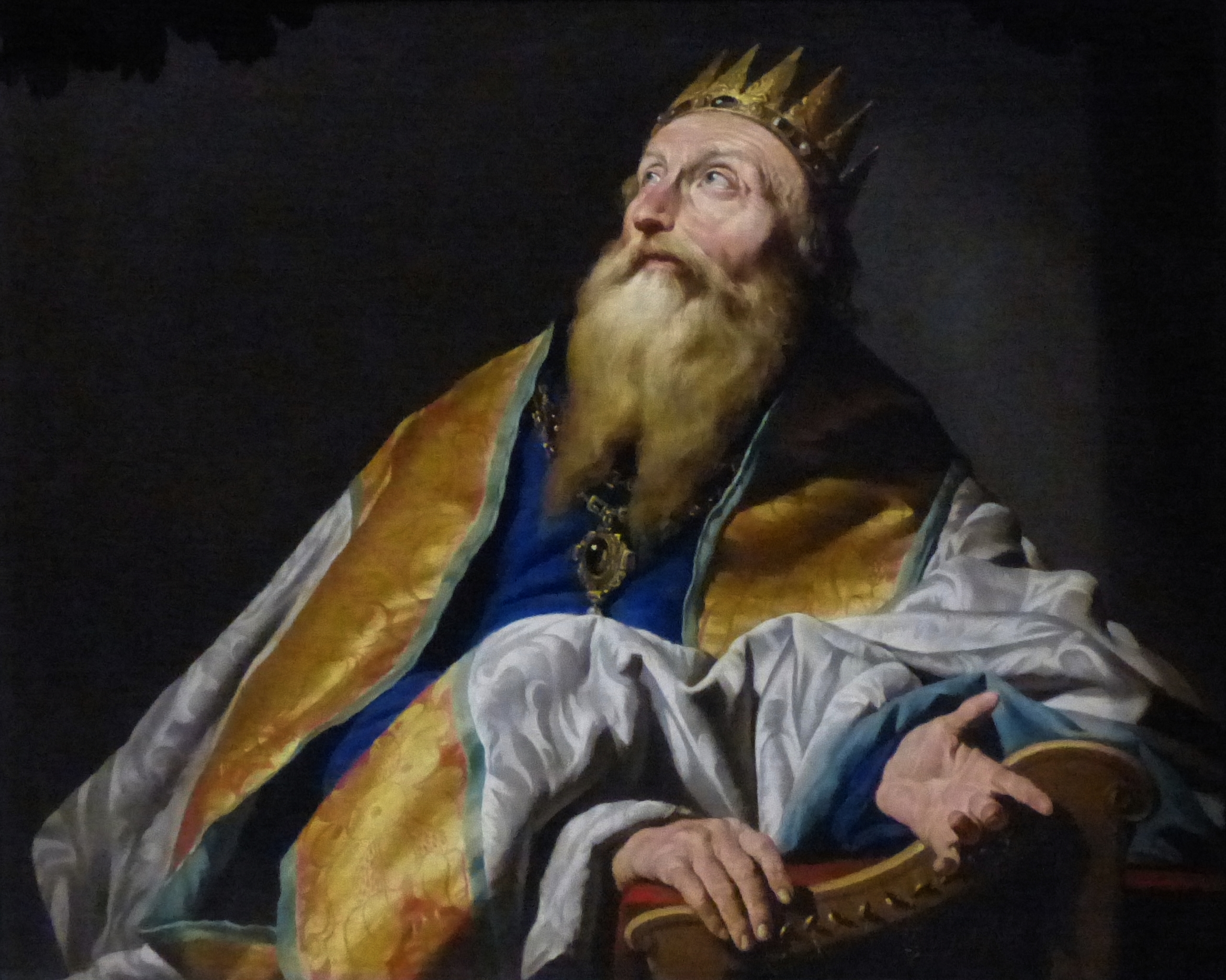
Matthias Stom Le Roi David

### Dessins
Pour l'école française, on trouve notamment des dessins de Pierre Puget.
Pour l'école italienne, on trouve des dessins de Pontormo, Le Guerchin, Giovanni Lanfranco, Salvator Rosa et vingt-et-un dessins toscans des XVIe et début du XVIIe siècle ainsi que Fra Angelico, Baccio Bandinelli, Francesco Salviati, Baldassarre Peruzzi, le Sodoma ou encore Vasari.

Dessins
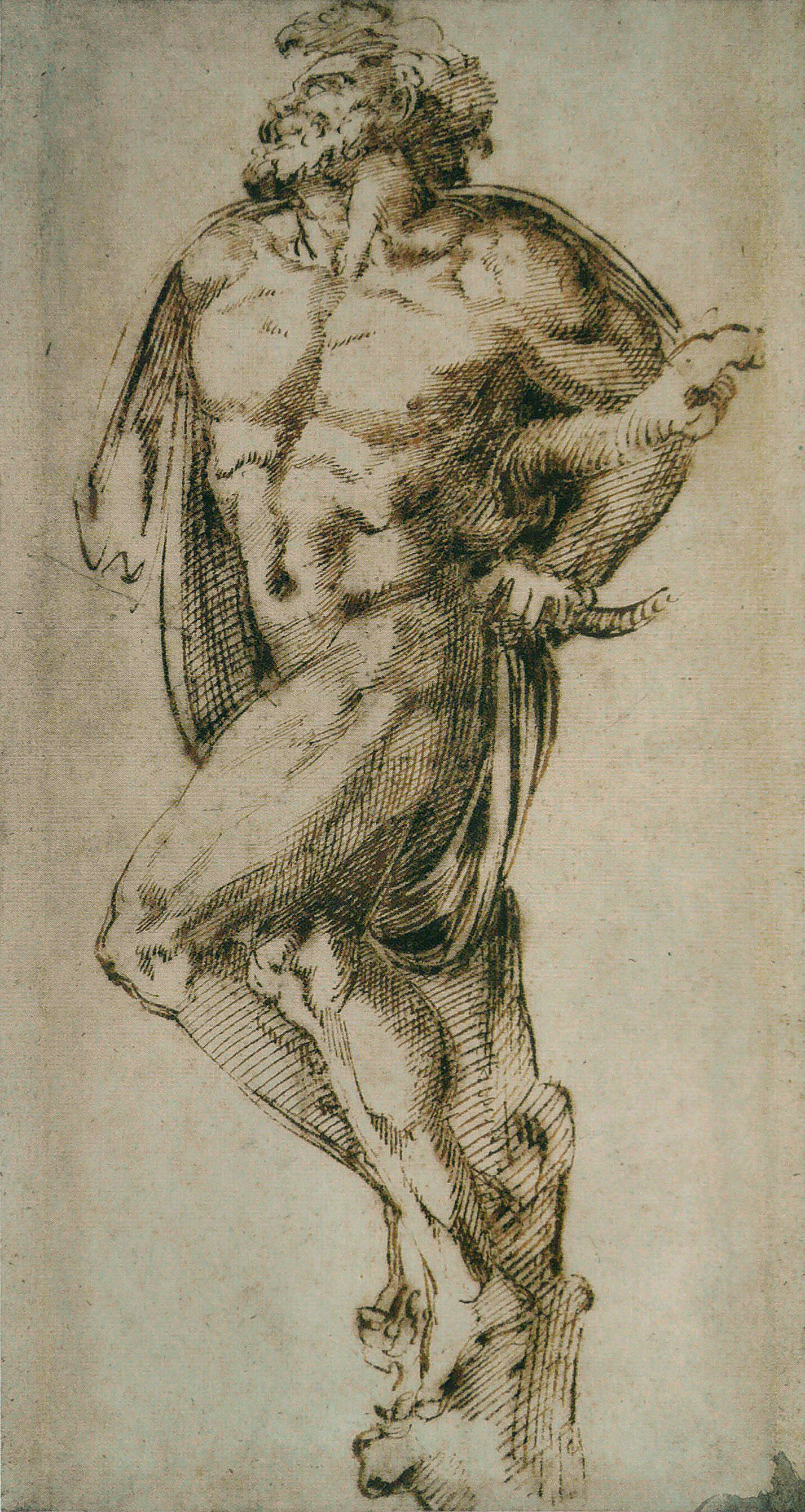
Étude d'un larron crucifié, Baccio Bandinelli, XVIe siècle.
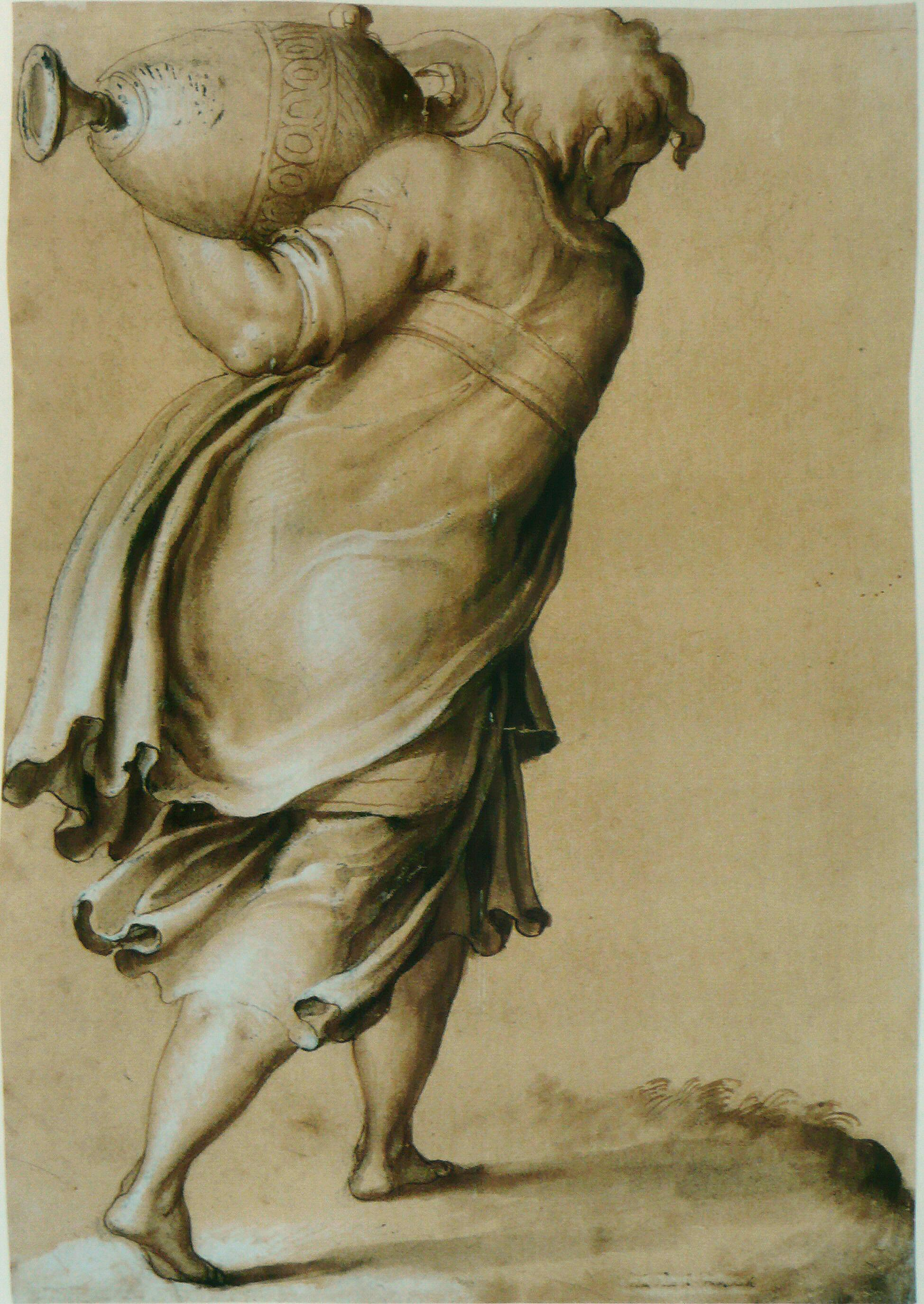
Figure vue de dos, portant une urne, Francesco Salviati, XVIe siècle.
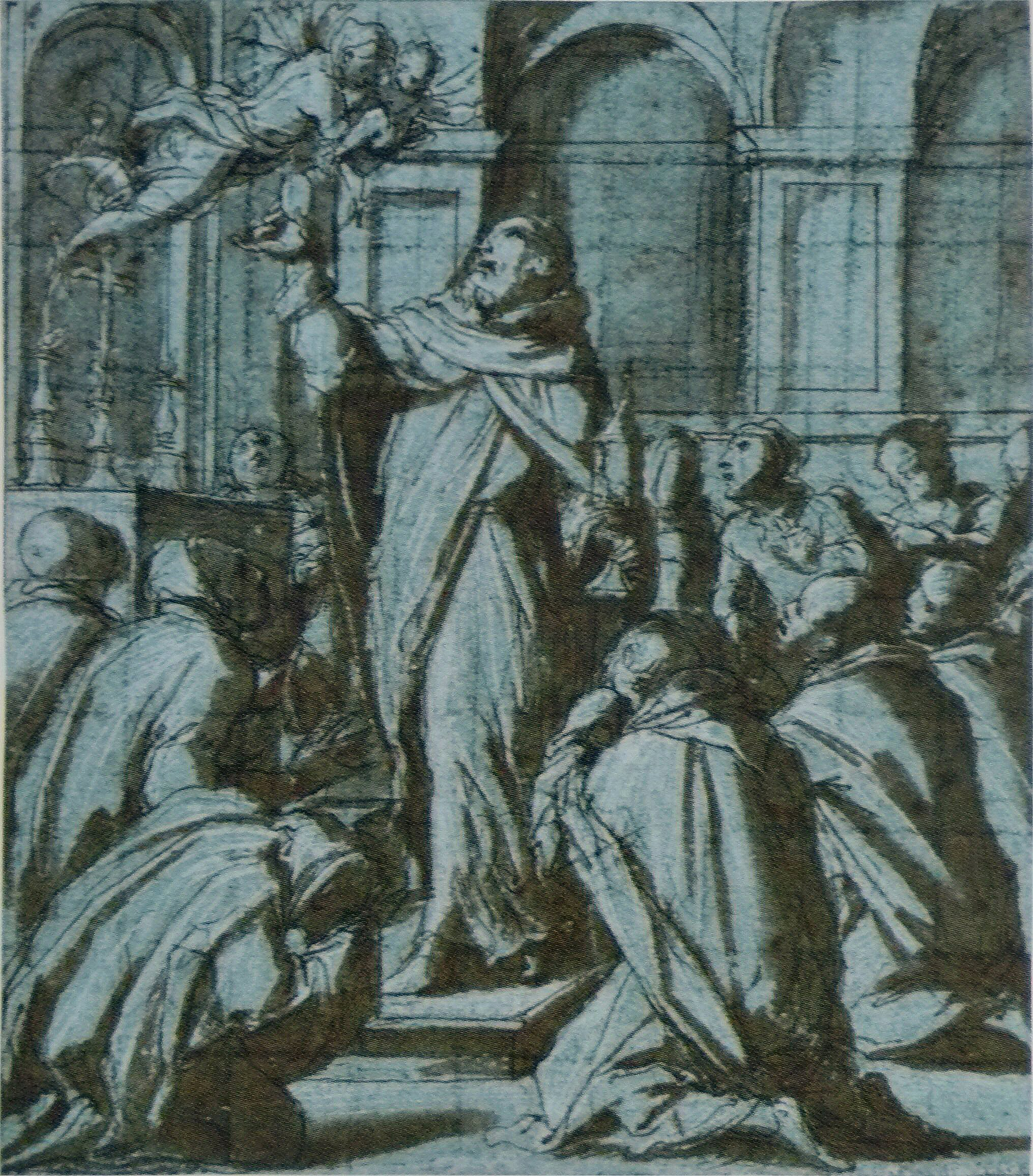
Saint Pierre martyr exorcisant un démon ayant pris les traits d'une Vierge à l'Enfant, Giorgio Vasari, années 1570.
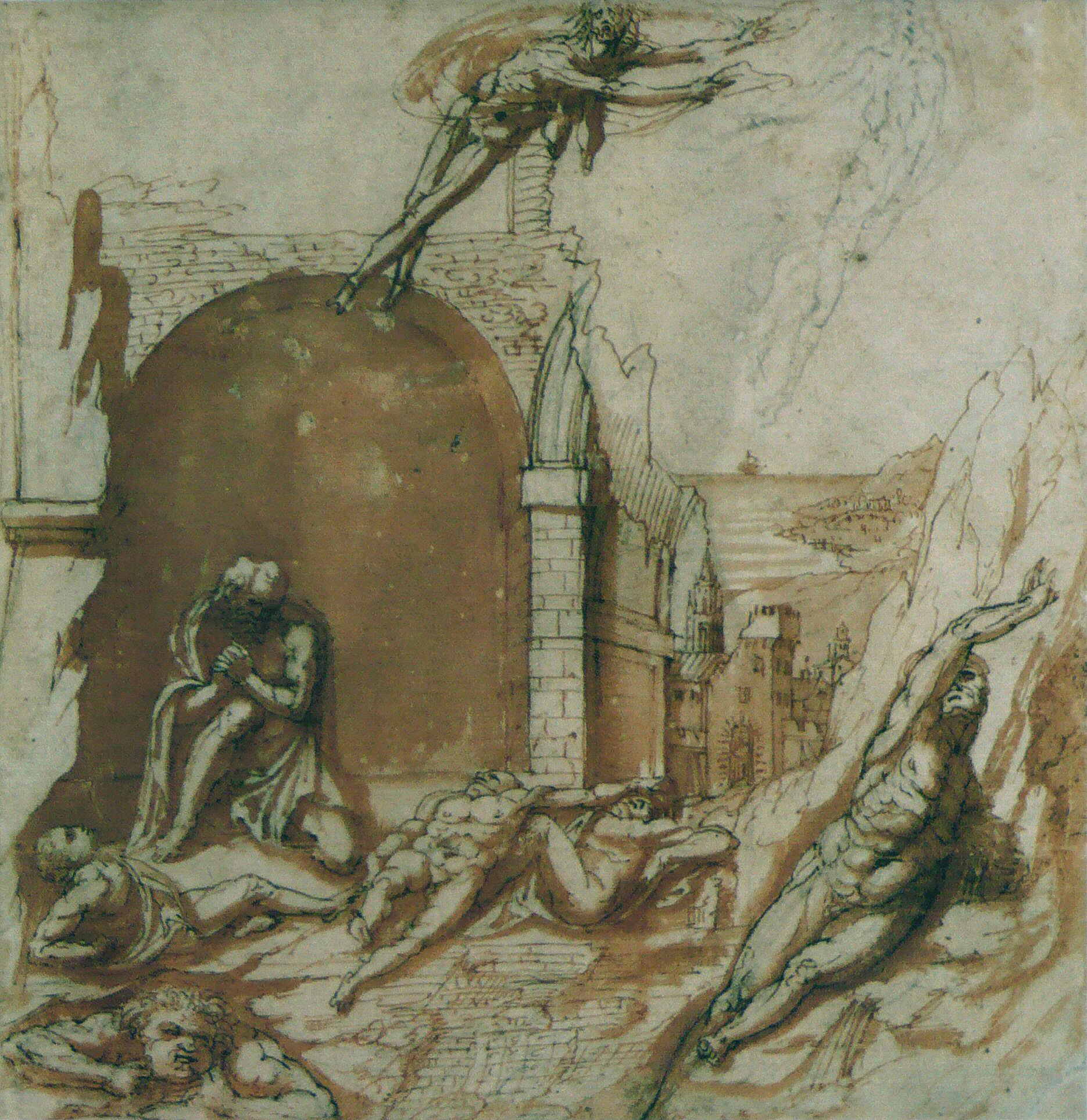
Le Comte Ugolin et ses enfants en prison, visités par la Faim, Pierino da Vinci, XVIe siècle.

### Sculptures
Le musée possède un remarquable ensemble de sculptures de Pierre Puget ainsi que La Méditation, chef-d'œuvre de Rodin, offerte au musée par l'artiste lui-même.

Sculptures
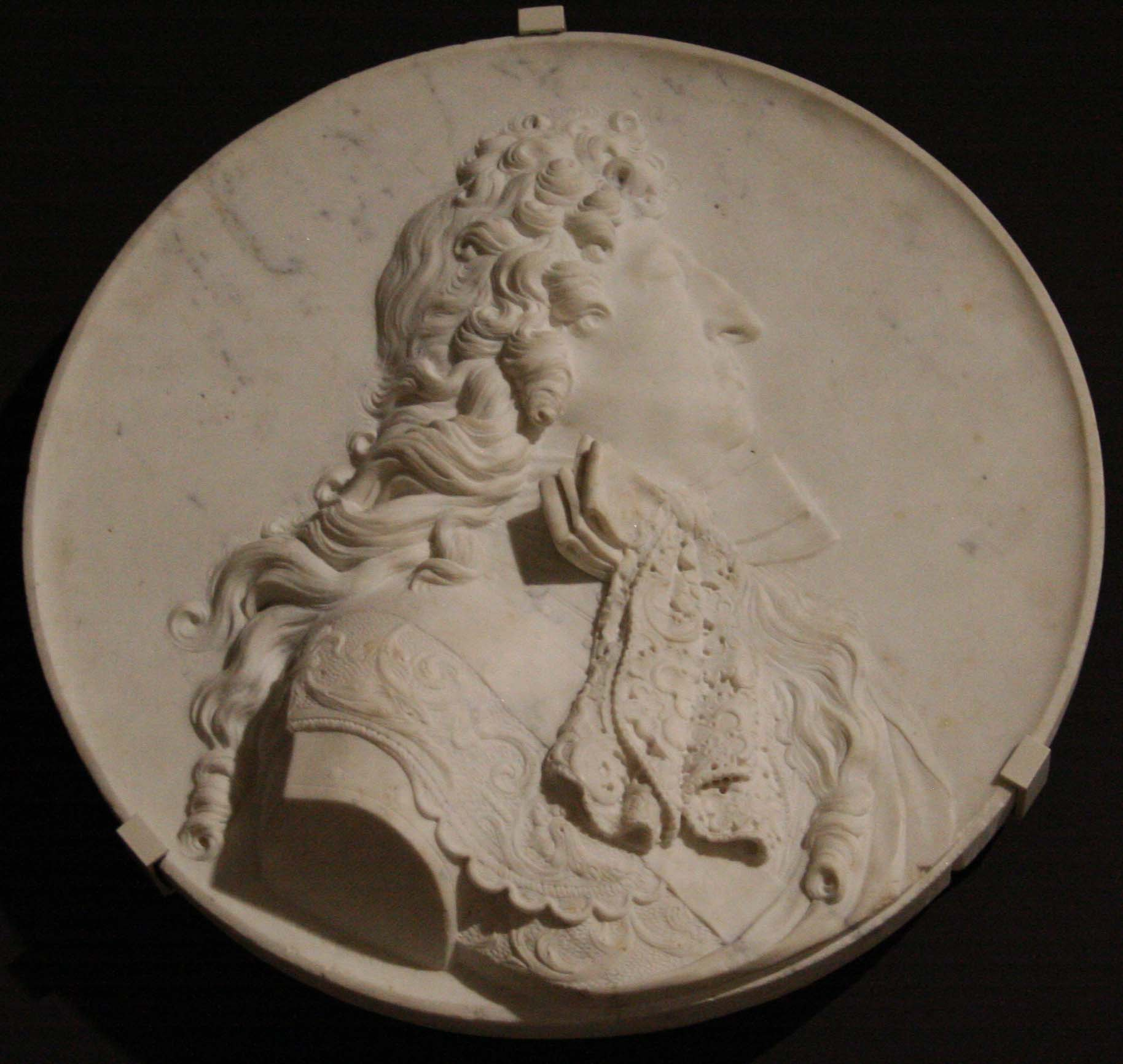
Pierre Puget Louis XIV (médaillon)
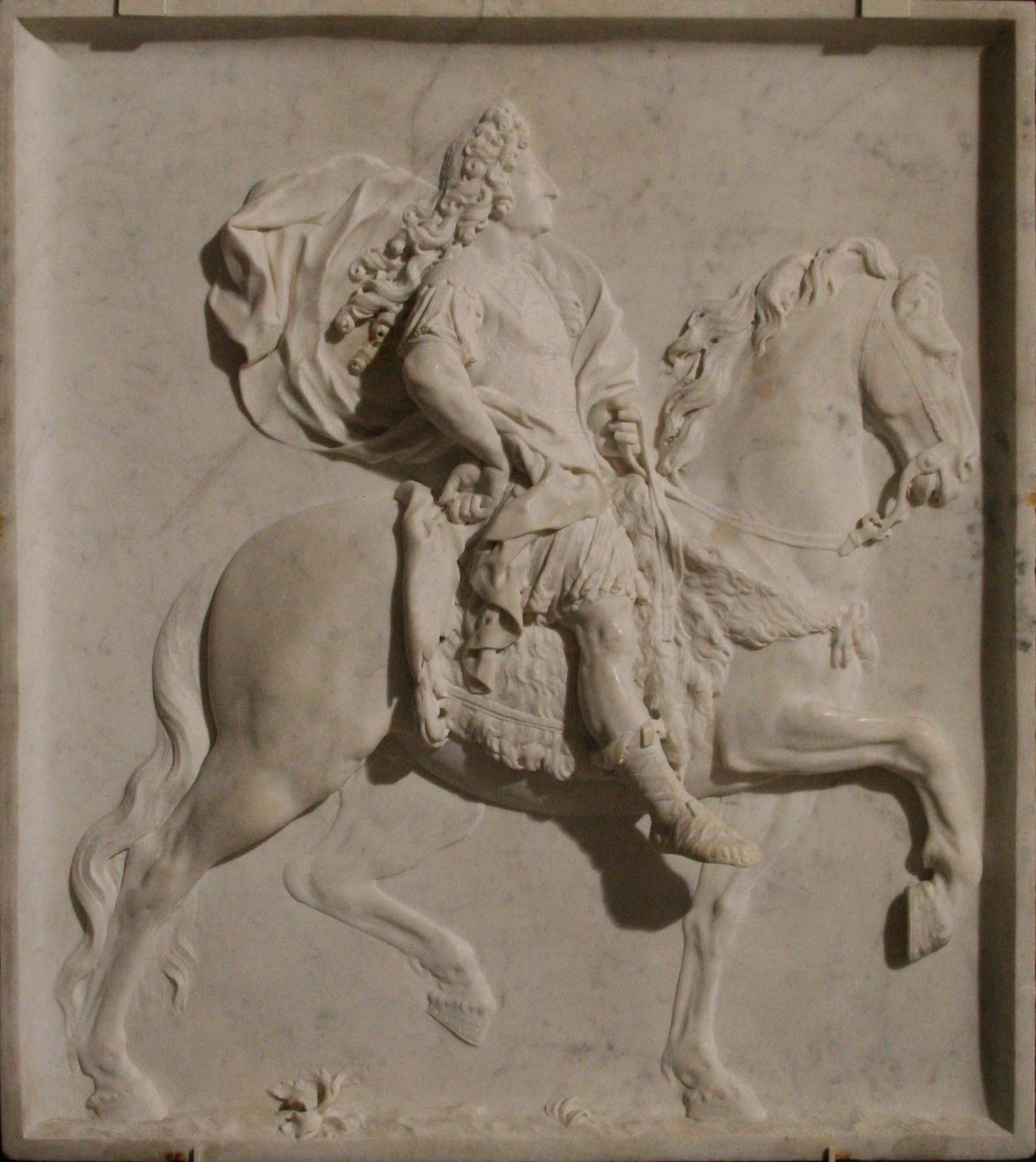
Pierre Puget Louis XIV à cheval
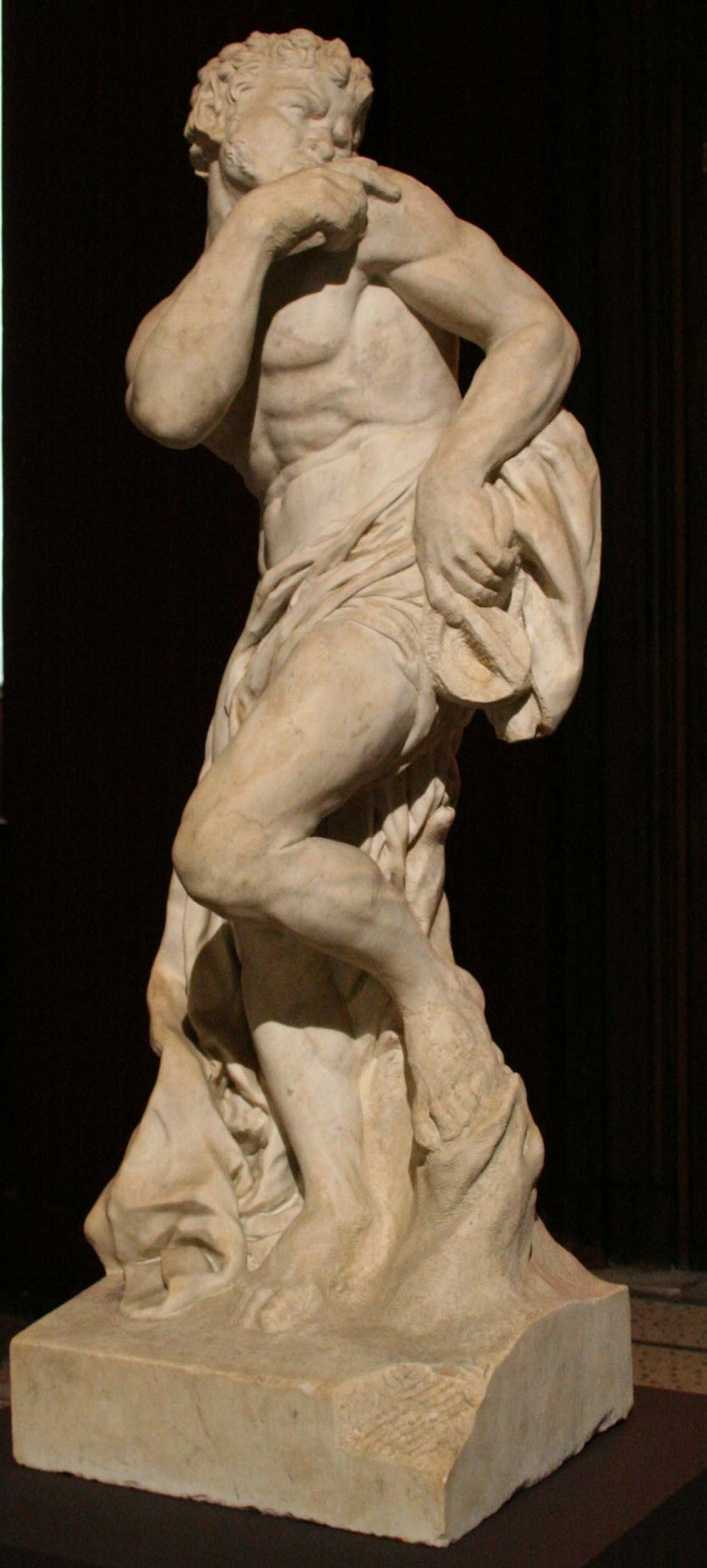
Pierre Puget Le faune
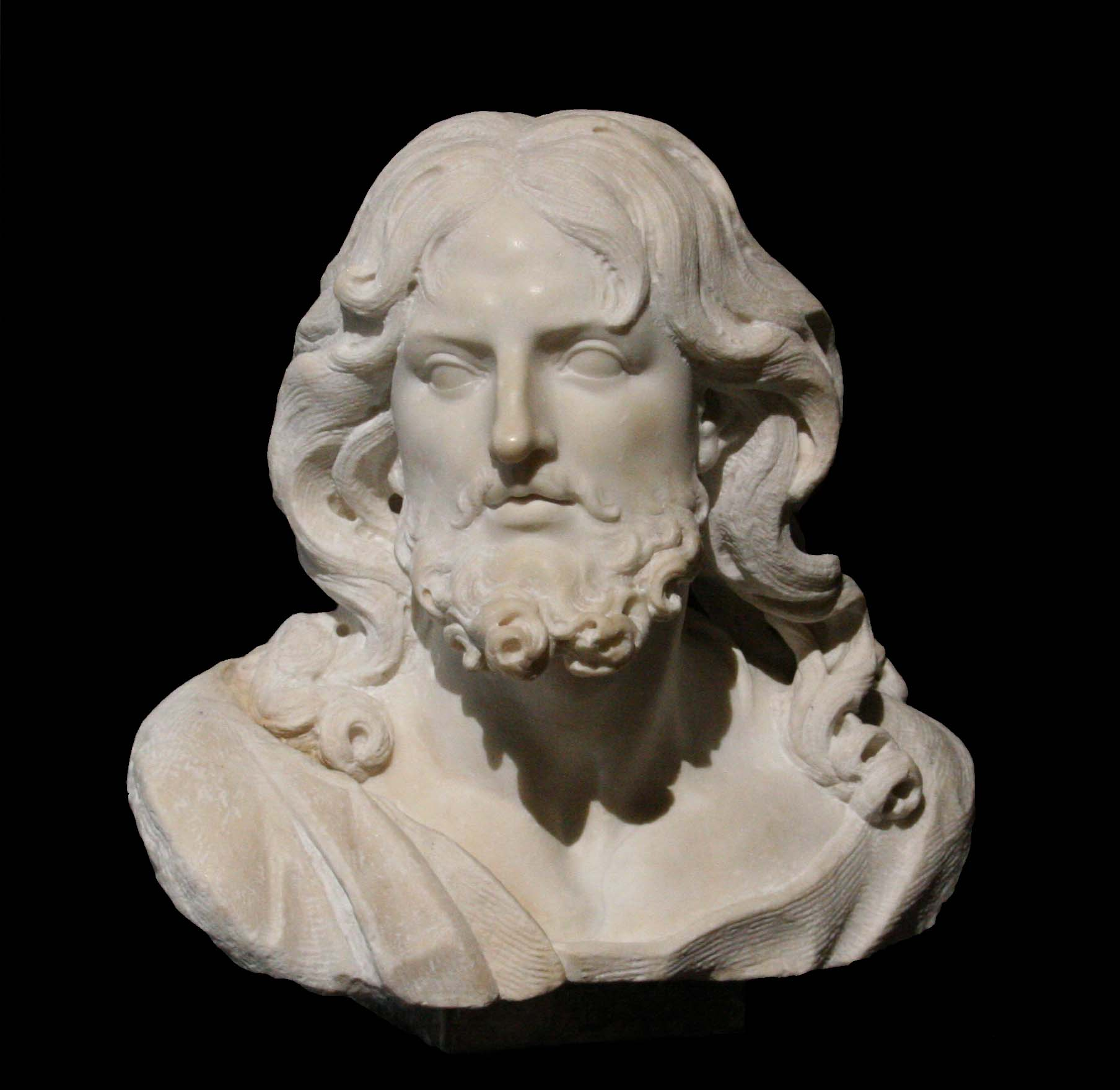
Pierre Puget Christus salvator mundi
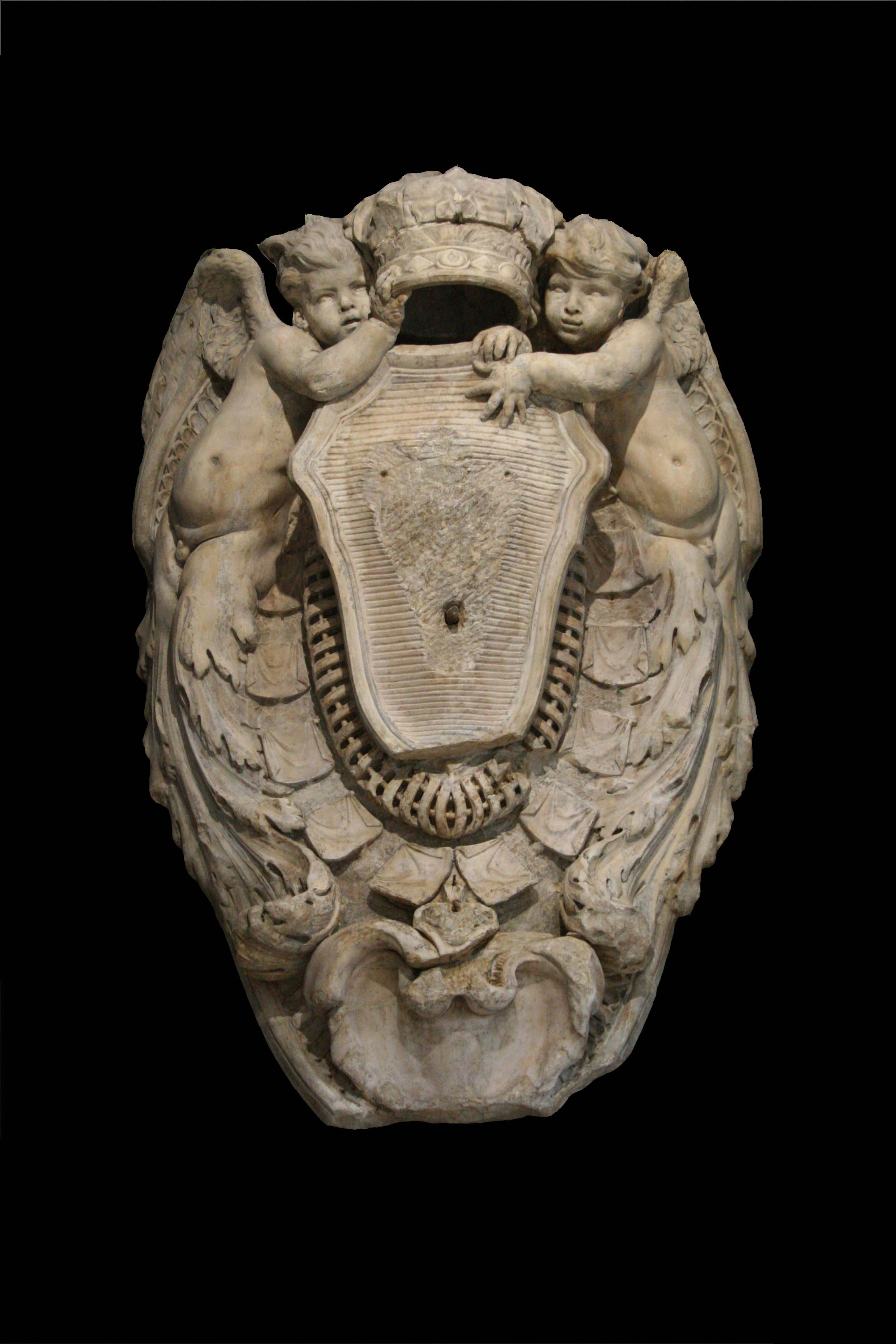
Pierre Puget Les armes du Roi

## Fréquentation
| 2001   | 2002   | 2003   | 2004   | 2005   | 2006          | 2007          | 2008    | 2009          | 2010   | 2011          | 2012          | 2013    | 2014   | 2015   | 2016   |
| ------ | ------ | ------ | ------ | ------ | ------------- | ------------- | ------- | ------------- | ------ | ------------- | ------------- | ------- | ------ | ------ | ------ |
| 29 354 | 12 987 | 24 819 | 27 972 | 13 985 | en rénovation | en rénovation | 174 958 | en rénovation | 21 982 | en rénovation | en rénovation | 220 000 | 60 476 | 36 377 | 29 405 |